# U oběšeného
U oběšeného je kopec s nadmořskou výškou 738 m a nejvyšší vrchol Železných hor v jihovýchodní části pohoří nazvané Sečská vrchovina, na okraji geomorfologického okrsku Kameničská vrchovina v regionálním členění georeliéfu (tvaru zemského povrchu) na území Česka. Kopec leží severozápadně nad obcí Svratouch a je pomístně jmenován (anoikonymum) Na Panenkách.
Vrch (kopec) kuželovitého tvaru tvoří hornina dvojslídný svor svrateckého krystalinika(Český masiv – krystalinikum a prevariské paleozoikum). Vrcholovou částí prochází hlavní evropské rozvodí Labe – Dunaj. V rozsahu celé plochy je kopec zvláště chráněným územím, součástí Chráněné krajinné oblasti Žďárské vrchy na severovýchodě Českomoravské vrchoviny.
Česká státní trigonometrická síť uvádí zaměřený trigonometrický bod (č. 41 triangulačního listu 2420) s názvem U oběšeného a nivelací určenou nadmořskou výšku 737,38 m, žulový terénní patník (geodetický bod) se nachází na rozsáhlé louce nad pásmem smrčin.
Vrchol s výškovým bodem leží z hlediska administrativně správního na katastrálním území obce Svratouch v okrese Chrudim náležejícím do Pardubického kraje v České republice.

## Geografie

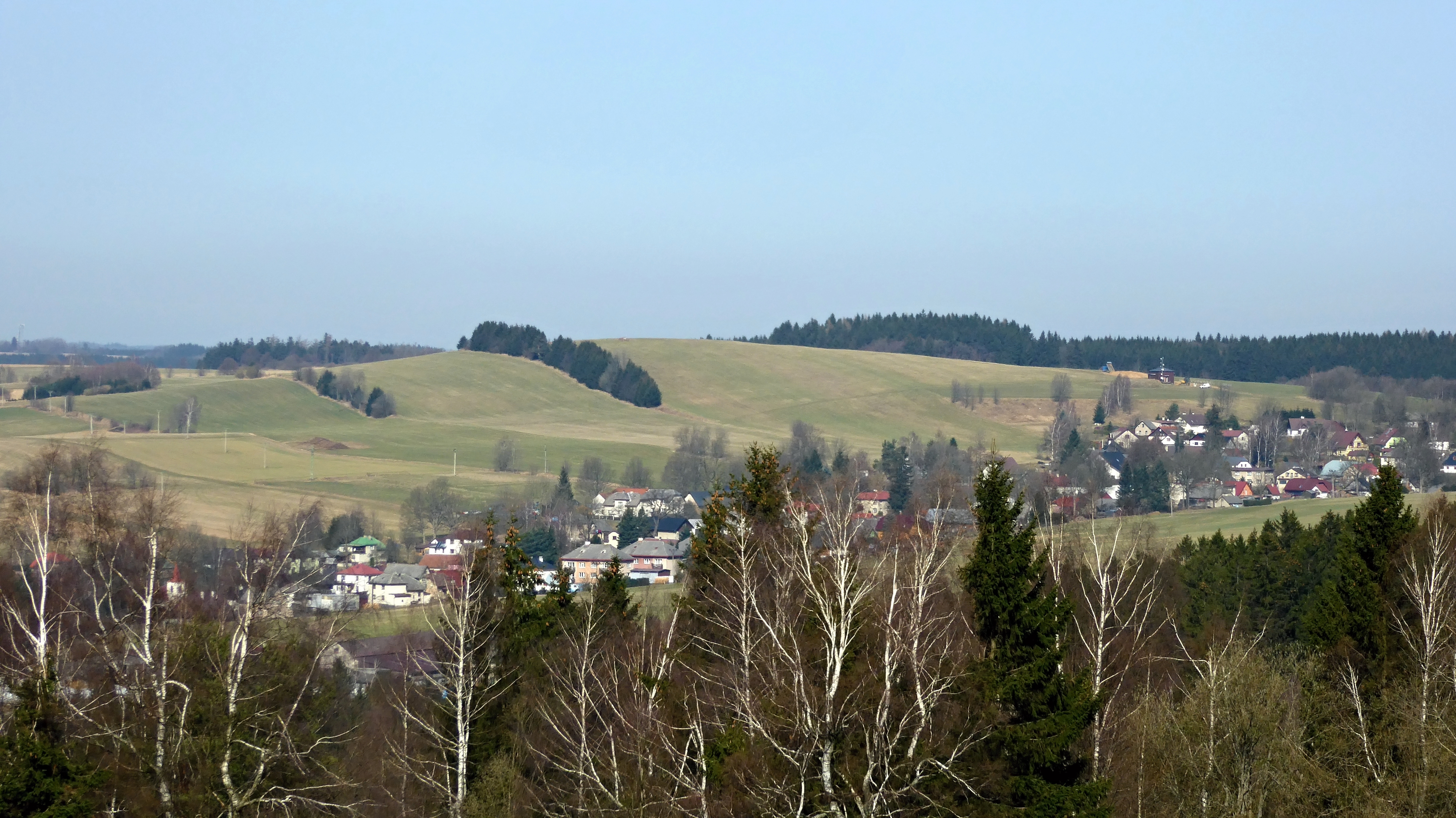
Kopec nad Svratouchem, místně uváděný Na Panenkách (pohled od jihovýchodu)

Vrchol kopce se nachází na rozlehlé louce nad obcí Svratouch, přibližně ve vzdálenosti 1 160 m v severozápadním směru (310°) od kaple sv. Jana Nepomuckého v obci a 625 m jihozápadně (252°) od silnice II/354 (úsek Krouna – Svratouch), s odbočkou do Čachnova na vrcholu sedla v nadmořské výšce 708 m v horní části obce Svratouch.
Sedlo odděluje dva vrcholy s názvy U oběšeného (738 m n. m.) a Otava (735 m n. m.) a také krajinné oblasti (přírodní regiony) Železných hor a Hornosvratecké vrchoviny.
Lokalitu s loukami místní obyvatelé tradičně nazývají kopec Na Panenkách, velká část pozemků ve vrcholové části od března 2018 náleží obci, na svahu vybudován vodojem. Pod vrcholovou částí na vlhkých loukách prameniště vodních toků, řeky Chrudimky a Krounky, potoka Chlumětínského a Svratouchu (též s názvem Řivnáč).

### Zeměpisný název
Zeměpisný název v písemné podobě U oběšeného je standardizované vlastní jméno geografického objektu typu kopce a jeho vrcholu, publikované ve státním mapovém díle a databázích Českého úřadu zeměměřického a katastrálního.

## Geomorfologie a přírodní poměry

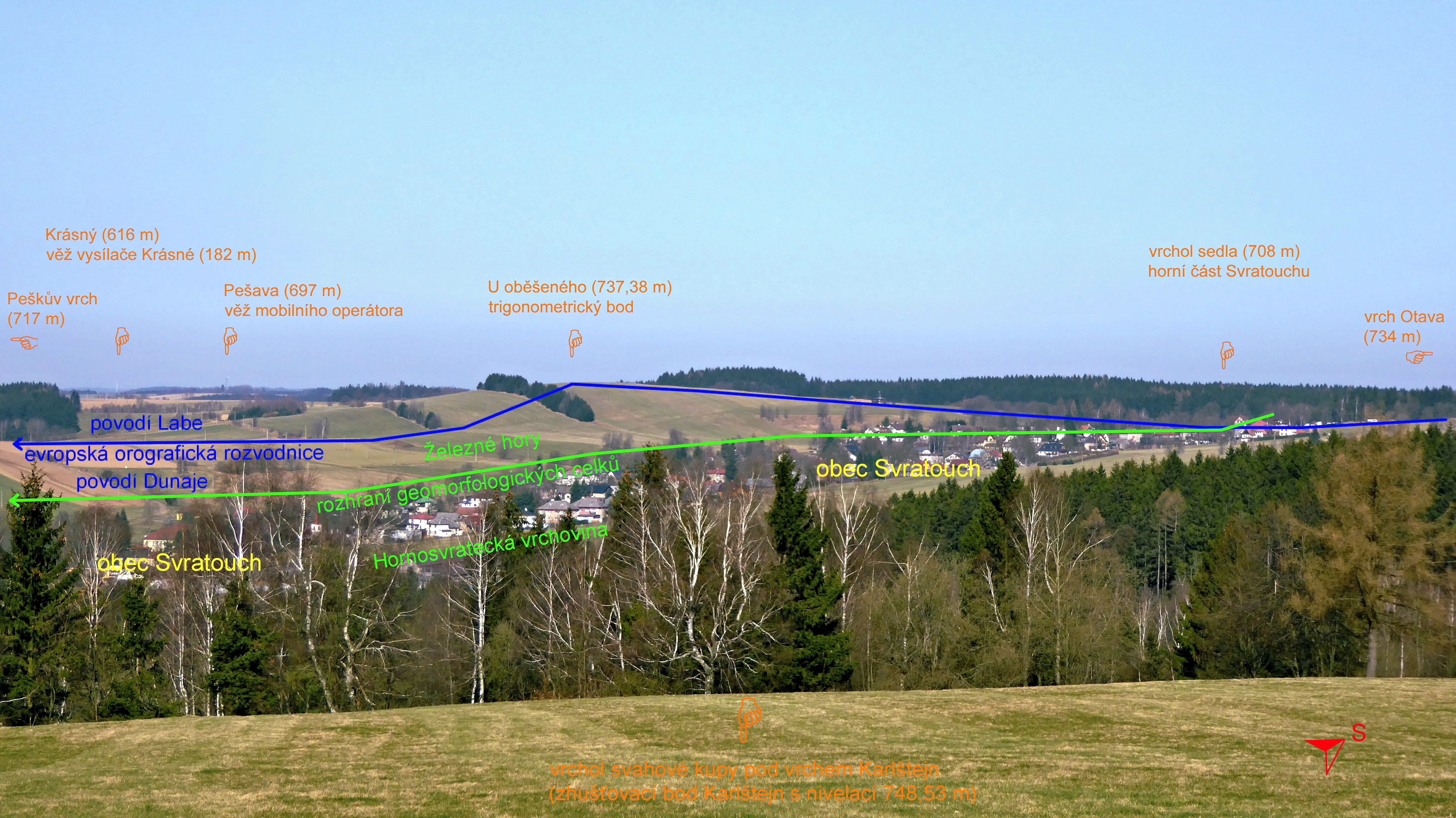
Geomorfologické rozhraní, výškové body, orografická rozvodnice (situační popisky)

Vrchol U oběšeného je nejvyšším bodem na zemského povrchu současně tří řádově odlišných geomorfologických jednotek. V rámci regionálního členění reliéfu zemského povrchu (georeliéfu) systémově provedeného pro celé území Česka je kuželovitý kopec součástí Kameničské vrchoviny, řádově nejnižší geomorfologické jednotky. Horopisně nejvyšší geomorfologický okrsek tvoří spolu s dalšími třemi, Skutečskou pahorkatinou, Stružineckou pahorkatinou a Podhradskou kotlinou, skladebnou část geomorfologického podcelku s názvem Sečská vrchovina v jihovýchodní části geomorfologického celku Železné hory.
Po hřbetnici ve vrcholové části, na loukách a částečně i zemědělsky obdělávaných polích, probíhá rozvodnice hlavního evropského rozvodí Labe – Dunaj, dělící úmoří náležející Severnímu moři a Černému moři. Svahy vrchu na jihovýchodě (k obci Svratouch) až jihozápadě poměrně prudce klesají do údolí (ve směru k řece Svratce). Ve vrcholové části v západním až severním směru jsou strmější, níže jen pozvolnější na rozsáhlých vlhkých loukách s několika prameništi vodních toků (Chrudimka, Krounka, potoky Chlumětínský a Svratouch / Řivnáč).
Od vrcholu zhruba na východo-severovýchod se nachází v horní části Svratouchu podélné sedlo v nadmořské výšce kolem 708 m, oddělující kopec U oběšeného od zhruba 1 km vzdáleného vrchu Otava (735 m n. m.). Vrchol sedla tvoří současně rozhraní dvou geomorfologických celků s názvy Železné hory (U oběšeného) a Hornosvratecká vrchovina (Otava). Hranice mezi geomorfologickými celky (ve směru sever – jih) pokračuje od vrcholu sedla v linii údolnic. Severním směrem zhruba podél koryta řeky Krounky až na úroveň okraje lesa nad Krounou, odkud směřuje velkým obloukem k Čachnovu. V jižním směru, přibližně nad korytem potoka Svratouch (Řivnáč), klesá do údolí k řece Svratce.

### Geologie
Geologické podloží tvoří ve vrcholové části dvojslídný svor, ostrůvky amfibolitu a biotitické ruly drobně zrnité granoblastické, v nižších polohách na severozápadě a jihovýchodě dvojslídný migmatit až ortorula. Severovýchodně od vrcholu se nachází skarn na území s významnou geologickou lokalitou, kde v minulosti probíhala těžba horniny na železnou rudu a v 50. letech 20. století byla také předmětem geologického průzkumu na uranovou rudu.

### Vegetace

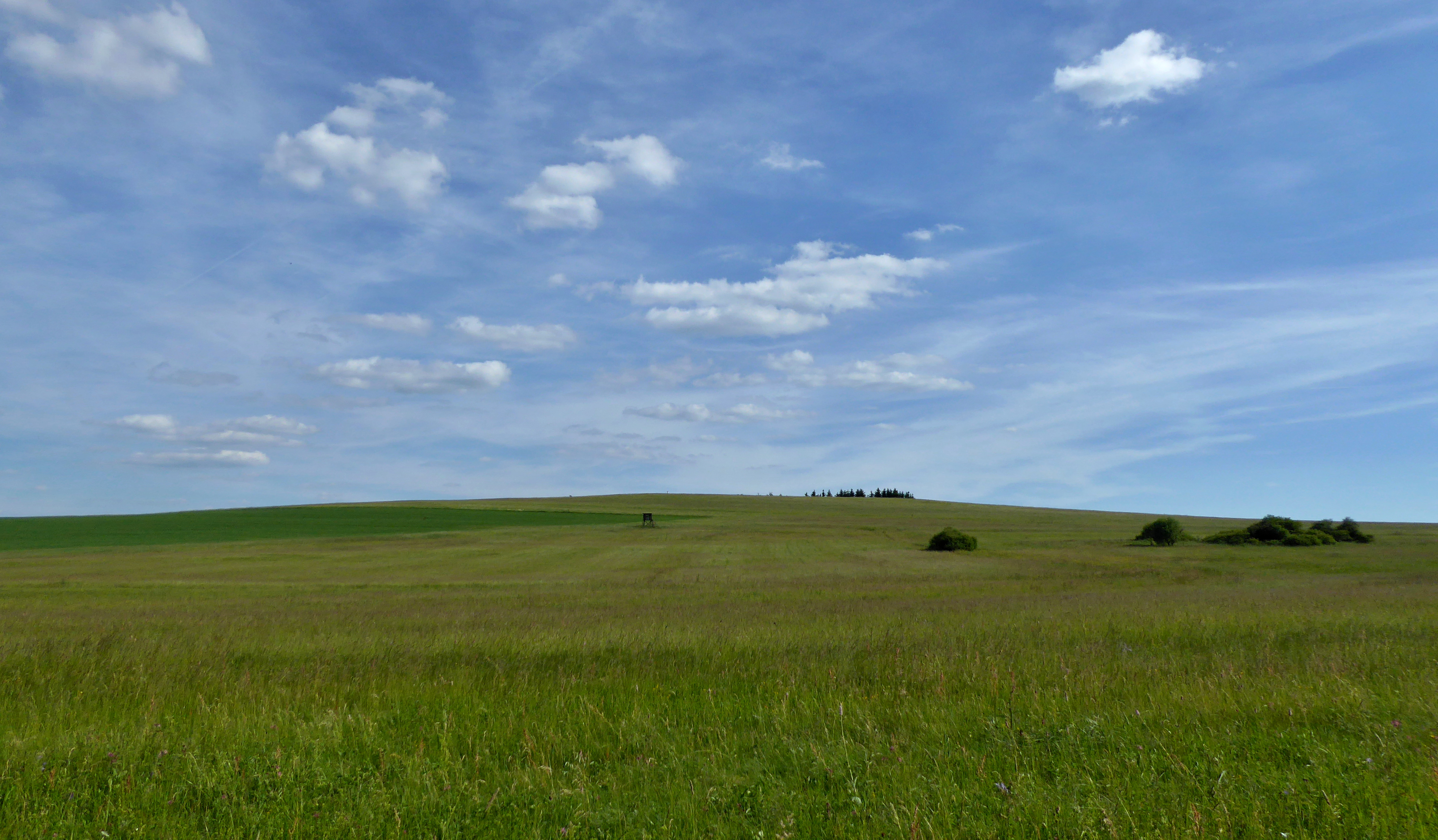
Kvetoucí vlhké louky pod vrcholem v červnu, vpravo křoviny v prameništi řeky Krounky

Vrcholovou část pokrývají rozsáhlé louky, níže pod vrcholem vlhké, na jihozápadě, severozápadě až severovýchodě s mokřady. Na severních a jižních svazích na menších plochách zemědělsky obdělávaná pole a také louky, částečně využívané jako pastviny. Na severozápadě až severovýchodě pod vrcholovou částí rozsáhlý lesní komplex s lesní lokalitou Humperky a polesím Stará Obora.
Na dvou lokalitách, u okraje polesí Stará Obora, přírodní biotopy s vrchovištním rašeliništěm a mechovým slatiništěm zvláště chráněného území přírodní památky U Tučkovy hájenky. V severovýchodní části lesního prostoru se nachází společenstva smrkových bučin s chráněnými druhy ptáků na zvláště chráněném území přírodní památky Bučina – Spálený kopec.

### Vodstvo
Rozvodnice hlavního evropského rozvodí Labe – Dunaj, procházející vrcholovou částí, pokračuje po hřbetnici zhruba východo-severovýchodním směrem k vrcholu sedla v horní části Svratouchu, od něho k vrchu Otava, též Otavův kopec (735 m n. m.) a dále geomorfologickým okrskem Borovský les (Žďárské vrchy). V jižním směru od vrcholu pokračuje Kameničskou vrchovinou na Peškův vrch (717 m n. m.) a od něho na jihozápad k obci Herálec.

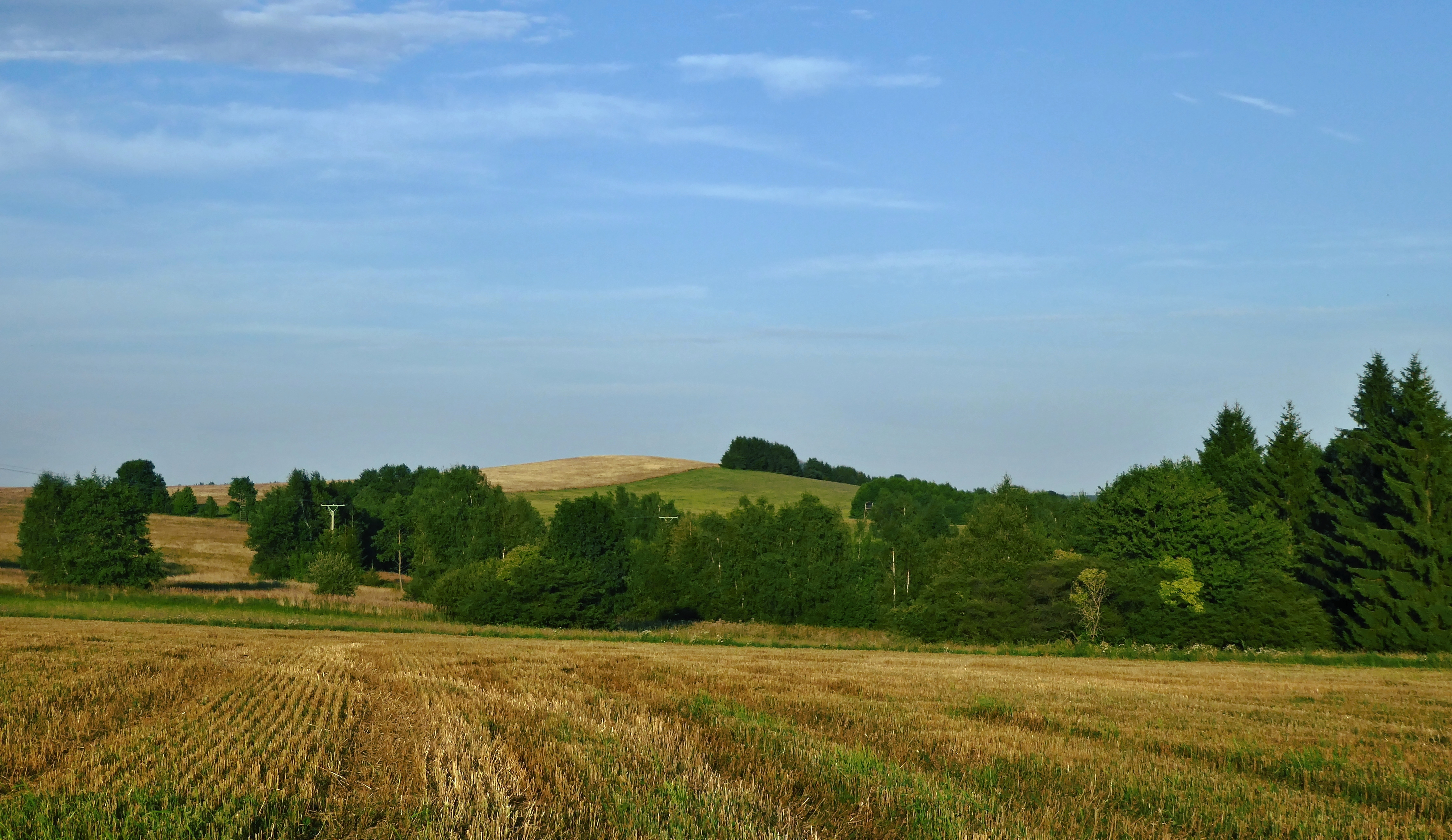
Lokalita prameniště Chlumětínského potoka pod vrcholem U oběšeného (uprostřed záběru), pohled z polí nad Chlumětínem od západu

Na svazích vrcholové části pramení dvě významné řeky. Přibližně 750 m severozápadně od vrcholu vyvěrá Filipovský pramen na okraji lesní lokality Humperky v nadmořské výšce 705 m, nejvýše položený a také nejvydatnější z pramenů Chrudimky, nejvýznamnější řeky oblasti. Pramenná zdrojnice řeky stéká po úbočí k Filipovu (od něho název pramene), části obce Kameničky. Na sever až severo-severovýchod od vrcholu se nachází rozsáhlé prameniště řeky Krounky na vlhkých až podmáčených loukách. Vodoteč stéká po prudkém svahu v lesním prostoru Stará Obora v meandrujícím korytu směrem k obci Krouna (od ní název řeky).
Ve vrcholové části také prameniště dvou potoků. Na jihozápad od vrcholu rozsahem větší prameniště Chlumětínského potoka, levostranného přítoku řeky Chrudimky. Potok napájí rybník Krejcar, ležící mezi Krejcarem (část obce Chlumětín) a obcí Kameničky, částečně také rybník Groš, průtočný řekou Chrudimkou v Kameničkách. Od vrcholu na jihovýchod pramení potok s názvem Svratouch (též Řivnáč) mezi zástavbou obce Svratouch. Potok stéká po úbočí do údolí s řekou Svratkou, je jejím levostranným přítokem na území města Svratky.
Vrchol tvoří bod rozhraní mezi orografickými rozvodnicemi dílčího povodí Chrudimky, řeky Krounky a Chlumětínského potoka v povodí evropské řeky Labe a potoka Brodek v dílčím povodí řeky Svratky a evropské řeky Dunaj. Je také nejvyšším bodem prameniště a orografické rozvodnice dílčího povodí řeky Chrudimky.
Prameniště vodních toků v lokalitách kopce je od roku 1978 součástí chráněné oblasti přirozené akumulace vod (CHOPAV) s názvem Žďárské vrchy, s více prameny. CHOPAV je ve smyslu nařízení vlády ČSR č. 40/1978 Sb. vymezeno shodně s Chráněnou krajinnou oblastí Žďárské vrchy.

## Výstup na vrchol

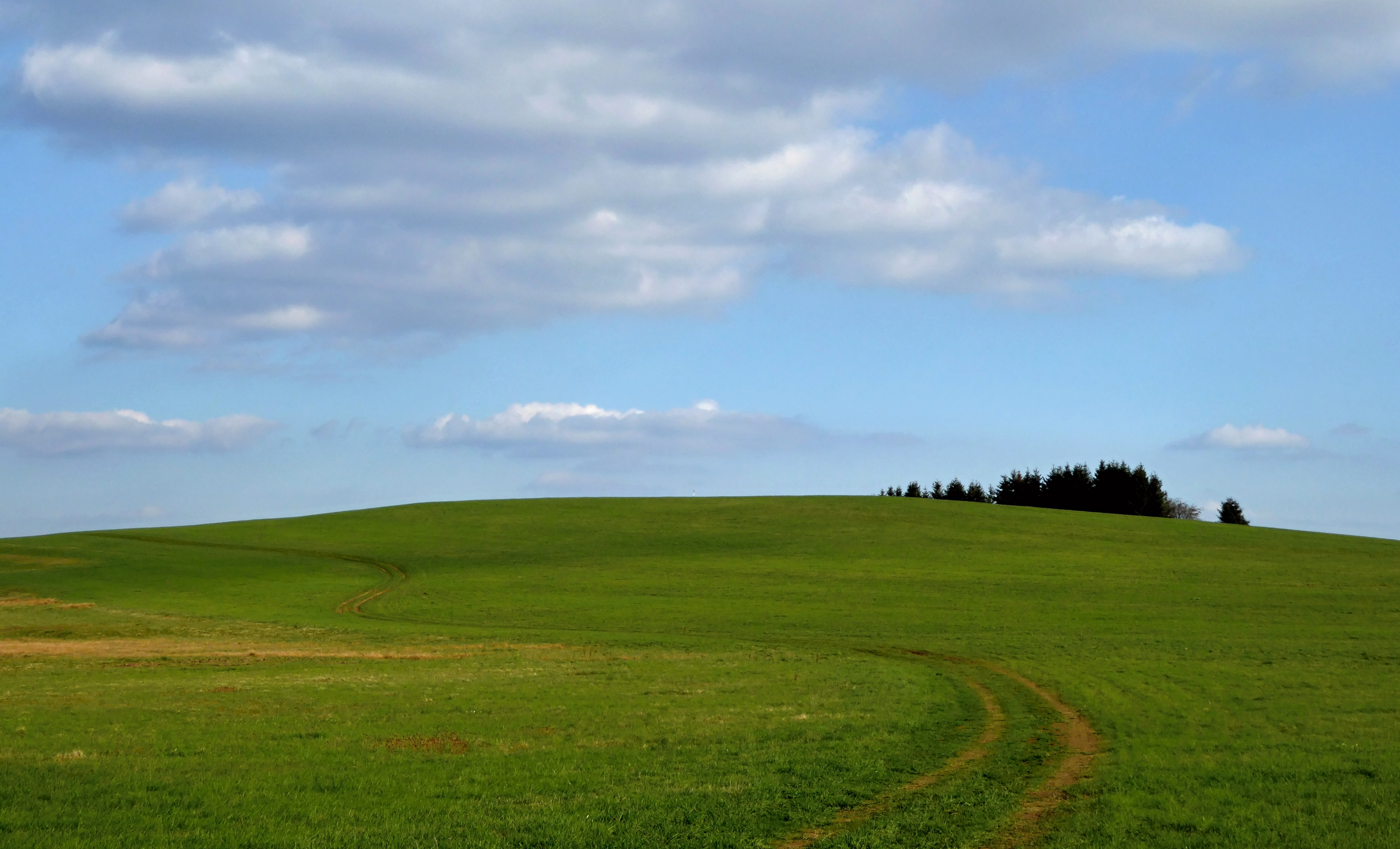
Loukami, přes vrcholovou část, směřuje do Svratouchu polní cesta od Filipovského pramene řeky Chrudimky

Turistická značená trasa není na vrchol vedena. Vrcholová část s loukami je dostupná polní cestou spojující obce Svratouch a Chlumětín (v části Paseky), z obou směrů stoupá k vrcholu a ve vrcholové části míjí asi 50 m vzdálený výškový trigonometrický bod ve volném terénu na sezónně sečené louce. S využitím místních komunikací a polních cest je vrcholová část s loukami dostupná také z obce Chlumětín. Přístup k vrcholové části:
- z vrcholu sedla v horní části obce Svratouch, u odbočky na Čachnov ze silnice II/354 (Krouna – Svratouch), vzdálenost 625 m
- z okraje lesní lokality Humperky, od zeleně značené turistické trasy Klubu českých turistů (úsek Čachnov – Filipovský pramen – Kameničky), v blízkosti přírodní památky U Tučkovy hájenky, vzdálenost 420 m
- od Filipovského pramene řeky Chrudimky (rozcestník Pramen Chrudimky na zeleně značené turistické trase), výchozí místo vlastivědné stezky Krajem Chrudimky, vzdálenost cca 750 m[16]

Vrchol uveden na turistické mapě Žďárské vrchy (mapový list č. 48, měřítko 1:50 000) vydané v edici Klubu českých turistů.

### Zeměpisné souvislosti
Nejvyšší vrchol Železných hor / Sečské vrchoviny / Kameničské vrchoviny veřejně prezentován v roce 2006 v Zeměpisném lexikonu České republiky – Hory a nížiny vydaném Agenturou ochrany přírody a krajiny České republiky (po upřesnění hranic geomorfologických jednotek pomocí digitální techniky). V roce 1987 v Zeměpisném lexikonu ČSR – Hory a nížiny, vydaném bývalým Geografickým ústavem Československé akademie věd, uvedena za nejvyšší vrchol Pešava (697 m n. m.) nad Jeníkovem.

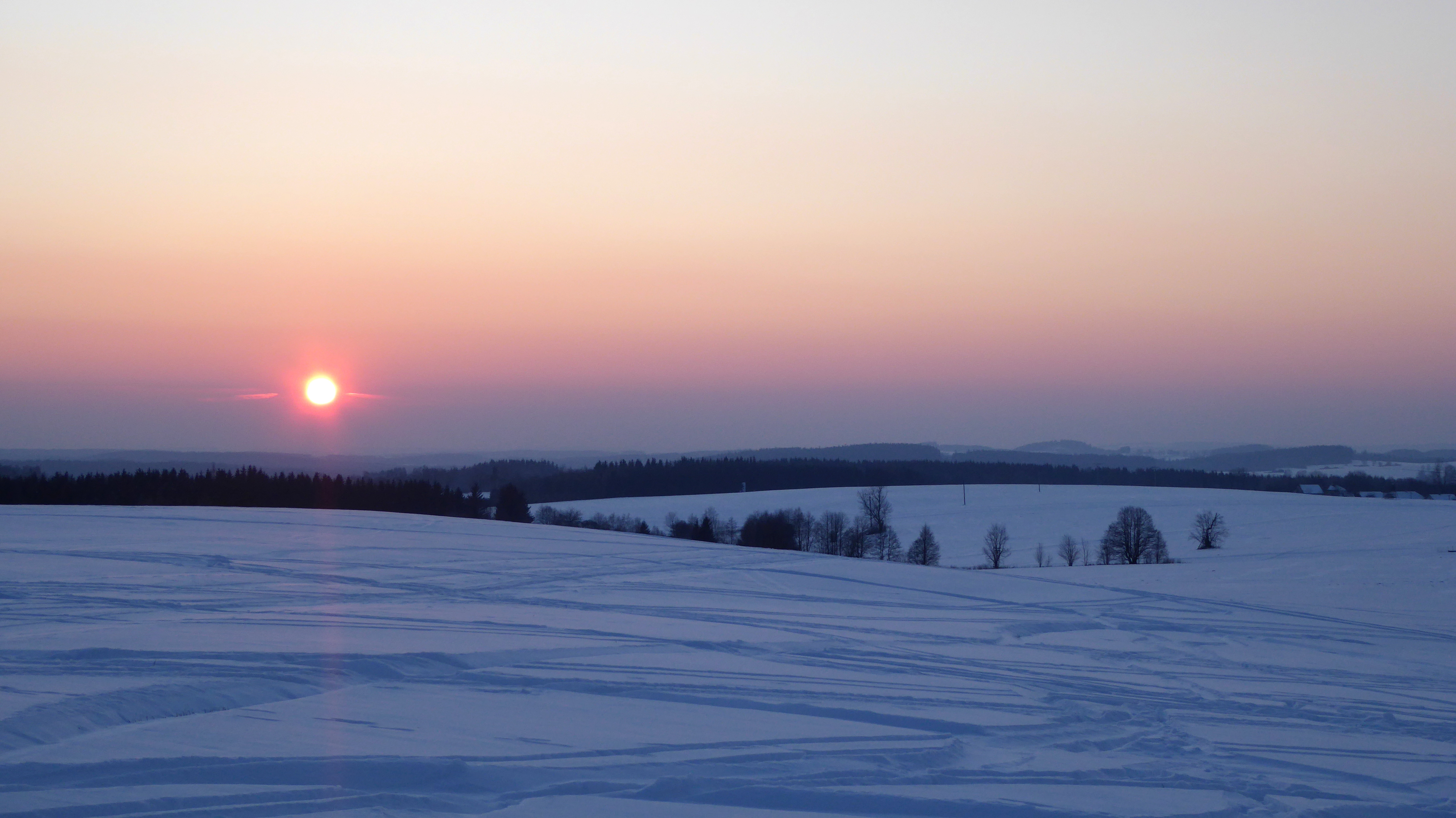
V zimním období je výstup na vrchol možný na lyžích, pohled k jihozápadu při západu slunce

V krajinné oblasti Českomoravské vrchoviny mají zeměpisné jméno ve stejném znění dva vrcholy, avšak v písemné podobě názvu za předložkou s rozdílným počátečním písmenem u přídavného jména (adjektivum). Základní mapa České republiky, publikovaná Českým úřadem zeměměřickým a katastrálním, uvádí v písemné podobě název U oběšeného (738 m n. m.) vrchol v Kameničské vrchovině na katastrálním území obce Svratouch v Pardubickém kraji a v písemné podobě U Oběšeného (369 m n. m.) název vrcholu v Mohelenské vrchovině na katastrálním území obce Nová Ves u Oslavan v Jihomoravském kraji.
Na starých mapách tzv. stabilního katastru, pořízených v 1. polovině 19. století, lokalita s vrcholem uváděna pod názvem „U Obetsenyho" a na vojenských mapách při tzv. 3. vojenském mapování, v době Rakouska-Uherska, nebylo jméno u výškové kóty 737 m n. m. vůbec uvedeno. Sousední vrchol s nivelací 734 m n. m. označili kartografové názvem „Otawa" (současné zeměpisné jméno Otava, v turistických mapách též Otavův kopec).
Ve vrcholové části Otavova kopce byla vybudována meteorologická stanice provozovaná Českým hydrometeorologickým ústavem, doplněná později webovou kamerou monitorující počasí v oblasti Svratouchu (údaje z kamery dostupné on-line). V záběru kamery částečně viditelné i svahy vrcholu U oběšeného.
Nejvyšším bodem (spojeným se zemí) v Železných horách / Sečské vrchovině / Kameničské vrchovině je pravděpodobně vrchol radiokomunikační věže televizního vysílače Krásné v nadmořské výšce 796 m, samotná konstrukce je 182 m vysoká a její pata se nachází v nadmořské výšce 614 m ve vrcholové části kopce Krásný (616 m n. m.) na katastrálním území Krásné.

## Rozhledová místa
Vrcholová část je rozhledovým místem do všech světových stran, v turistické mapě vyznačeno topografickou značkou. Rozhled je mírně omezen výškou lesního porostu v polesí Humperky a Stará Obora pod vrcholem v severním směru (Orlické hory) a částečně vysázeným pásmem smrčin na jih od vrcholu (Žďárské vrchy). Při zvláště dobré viditelnosti jsou na severu zřetelné vyšší partie Orlických hor, na severovýchodě Králického Sněžníku a Hrubého Jeseníku, v západním směru také Vestec, nejvyšší vrchol v CHKO Železné hory.
Geografické objekty jsou z různých míst ve vrcholové části kopce alespoň částečně viditelné pouze za určitých podmínek (počasí nebo pomocí dalekohledu), u některých výškových bodů v dohledu pouze část stavby ve vrcholové části, například špička radiokomunikační věže Spálený kopec nad lesním masivem (Borovský les) nebo věž vysílače Krásné, postavená v nadmořské výšce 614 m na ploché vrcholové části vyvýšeniny Krásný (616 m), vrchol v terénu mimo dohled.

### Geografické objekty ve výhledu

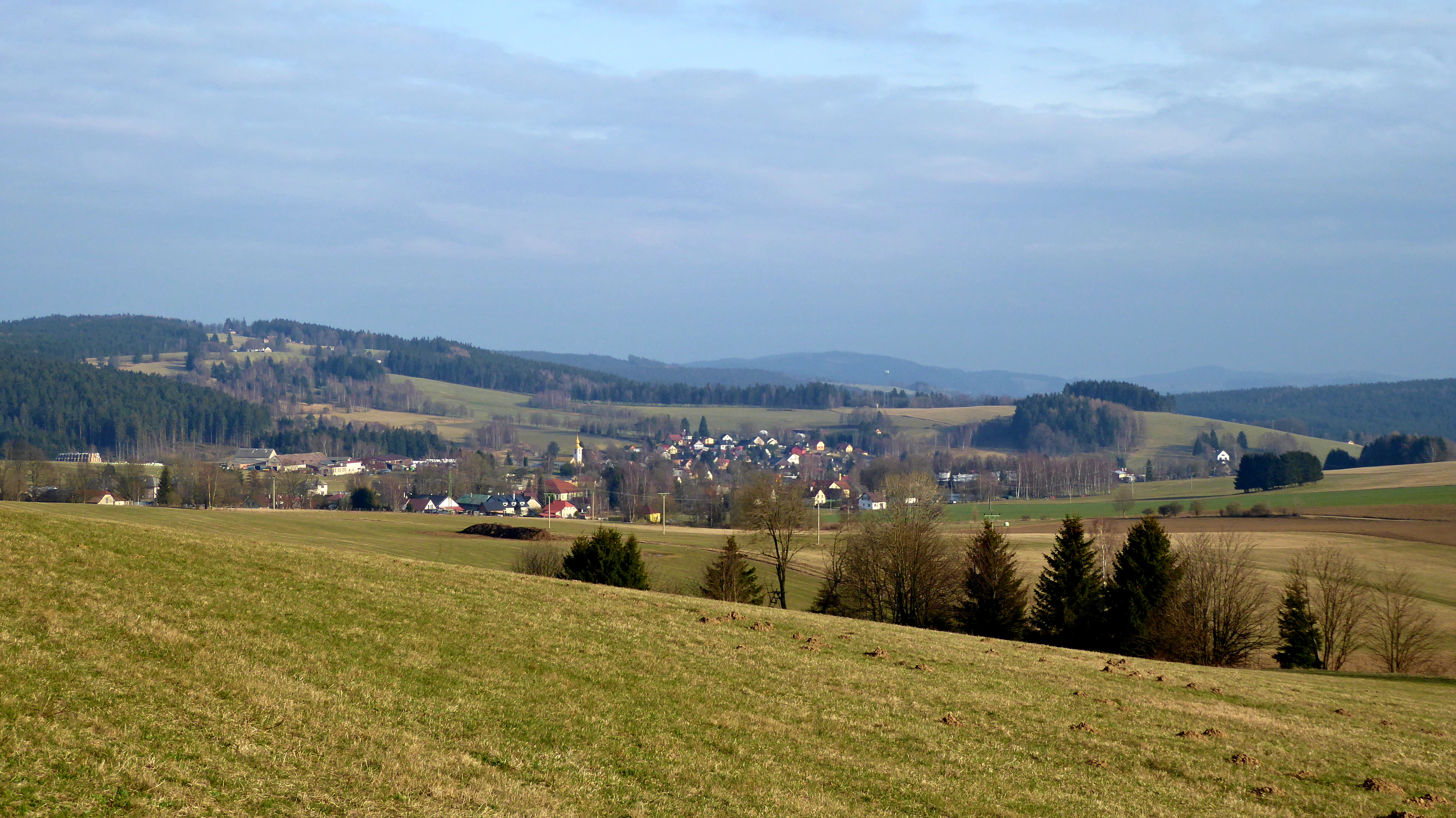
Jižní svah pod vrcholem s rozvodím evropských řek Labe a Dunaj nad rozhraním Kameničské vrchoviny a Borovského lesa, nad obcí Svratouch vrchol Karlštejn (784 m), nad dolní částí obce Louckého kopec (700 m)

Lokality v nejbližším okolí leží na území Chráněné krajinné oblasti Žďárské vrchy, v dálce viditelný vrchol Vestec v Chráněné krajinné oblasti Železné hory. Nivelace některých výškových bodů je vztažena na skalní útvary na zalesněných hřbetech Žďárských vrchů, vrchol skaliska nemusí být v terénu pozorovatelný. U vrcholů bez uvedené nadmořské výšky je příslušný údaj zmíněný v přehledu níže.
Přibližně ve směru jednotlivých světových stran:
Sever (v rozsahu SZ – SV)
- Kameničská vrchovina – severozápadně pod vrcholem lesní lokalita Humperky s Filipovským pramenem řeky Chrudimky, severněji část prameniště řeky Krounky a vlhké louky s dřevinami ve zvláště chráněném území přírodní památky U Tučkovy hájenky
- Borovský les – polesí Stará Obora (přírodní památka Bučina – Spálený kopec), na severovýchodě vrchol sedla v horní části obce Svratouch a vrch Otava s budovou Českého hydrometeorologického ústavu, průběh hlavního evropského rozvodí Labe – Dunaj

Východ (v rozsahu SV – JV)
- Borovský les – velká část obce Svratouch, lokalita prameniště potoka Svratouch (Řivnáč), nad obcí rozsáhlý zalesněný masiv protáhlého hřbetu, ve svahu s vyvýšeninou Borovina (723 m), nad lesem vrcholek radiokomunikační věže (nejvyšší bod spojený se zemí) na Spáleném kopci, Karlštejn (784 m, nejvyšší vrchol) se sídelní lokalitou stejného jména (část obce Svratouch), v dálce na okraji hřbetu lokalita Čtyřpaličaté černé skály[22] (vrcholy Děvín a Čtyři palice v přírodní rezervaci Čtyřpaličaté skály)
- Pohledeckoskalská vrchovina – na jihovýchodě zalesněné vrcholy Vysoký kopec a Buchtův kopec (na vrcholu radiolokační věž s typickým opláštěním ve tvaru koule), v dálce vrchol Bohdalec
- Milovská kotlina – na jihovýchodě zřetelná sníženina mezi geomorfologickými okrsky Borovský les a Devítiskalská vrchovina, částečně viditelná oblast severovýchodně nad Křižánkami

Jih (v rozsahu JV – JZ)

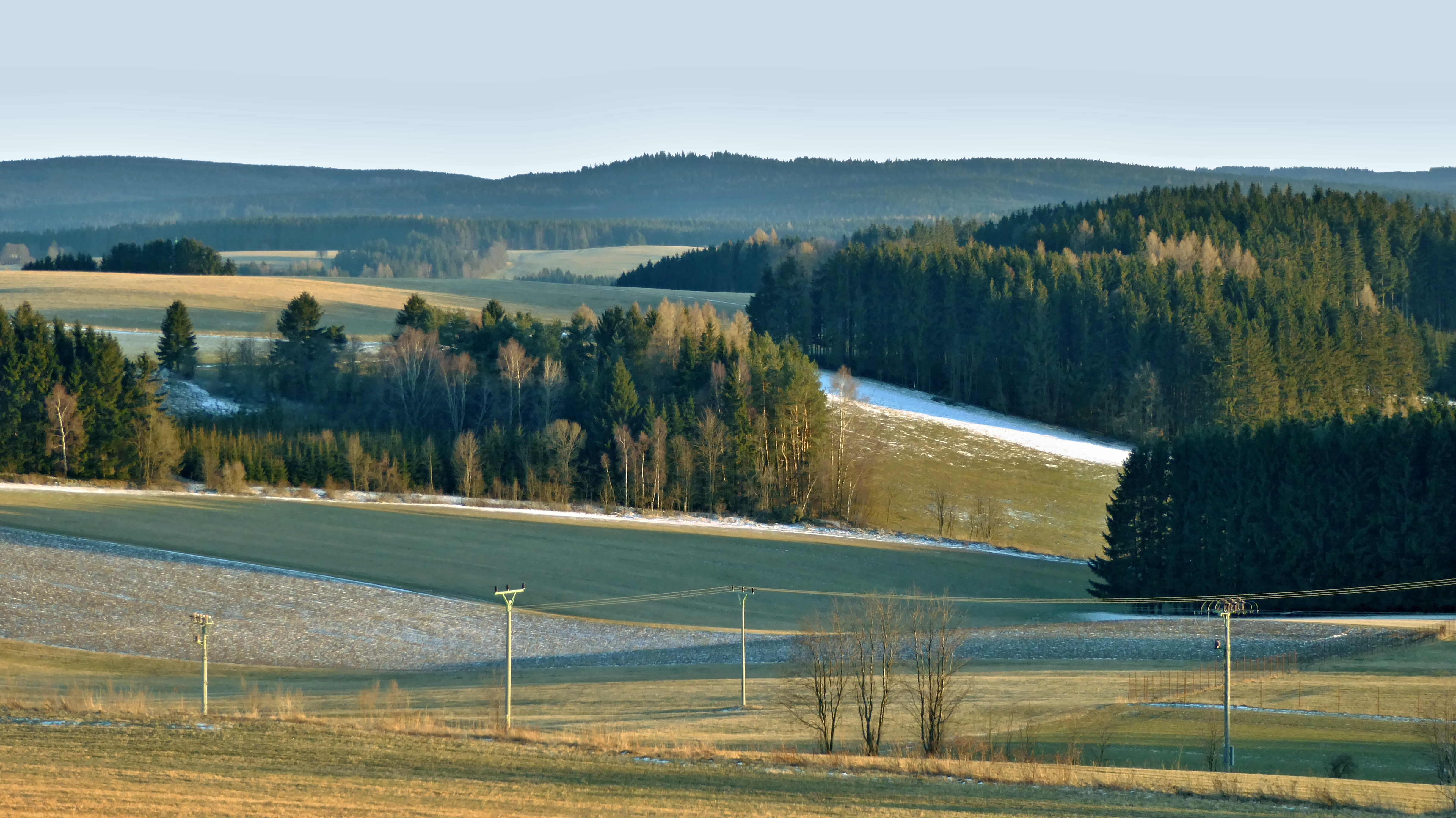
Pohled z jižního svahu na Devět skal (836 m n. m.), nejvyšší vrchol Hornosvratecké vrchoviny / Žďárských vrchů / Devítiskalské vrchoviny (na obzoru uprostřed)

- Borovský les – dolní část obce Svratouch, nad ní Louckého kopec
- Devítiskalská vrchovina – částečně Svratka a okolí s vrcholem U osla a lokalitami Zadní hůra a Hůry (až 700 m n. m.), jihozápadně nad Křižánkami v zalesněném pásmu vrcholy Drátenická skála, Malinská skála, Suchý kopec, Křovina, Lisovská skála a Devět skal, v okolí Herálce vrcholy Na Čermačkách (722 m), Hřeben (714 m), nad ním Na hřebeni (741 m),[23] Žákova hora, Otrok, v dálce také Tisůvka, Šindelný vrch a na jihozápadě Kamenný vrch[24]
- Kameničská vrchovina – pod pásmem smrčin ve vrcholové části nedaleký částečně zalesněný Peškův vrch nad obcí Svratouch, průběh hlavního rozvodí Labe – Dunaj

Západ (v rozsahu JZ – SZ)
- Devítiskalská vrchovina – na jihozápadě zalesněný Vortovský vrch
- Kameničská vrchovina – v zářezu terénu pod vrcholem část prameniště Chlumětínského potoka, plošina s rozsáhlými vlhkými loukami, Paseky (část obce Chlumětín), v dálce nad Studnicemi vrcholy Hradiště (682,3 m) a Přední Hradiště (693,0 m), nad Slavíkovem také Vestec (668,0 m), nejvyšší vrchol v Chráněné krajinné oblasti Železné hory a na severozápadě vrcholová část Pešavy s radiokomunikační věží nad Jeníkovem

### Vzdálenost a orientace některých míst od vrcholu

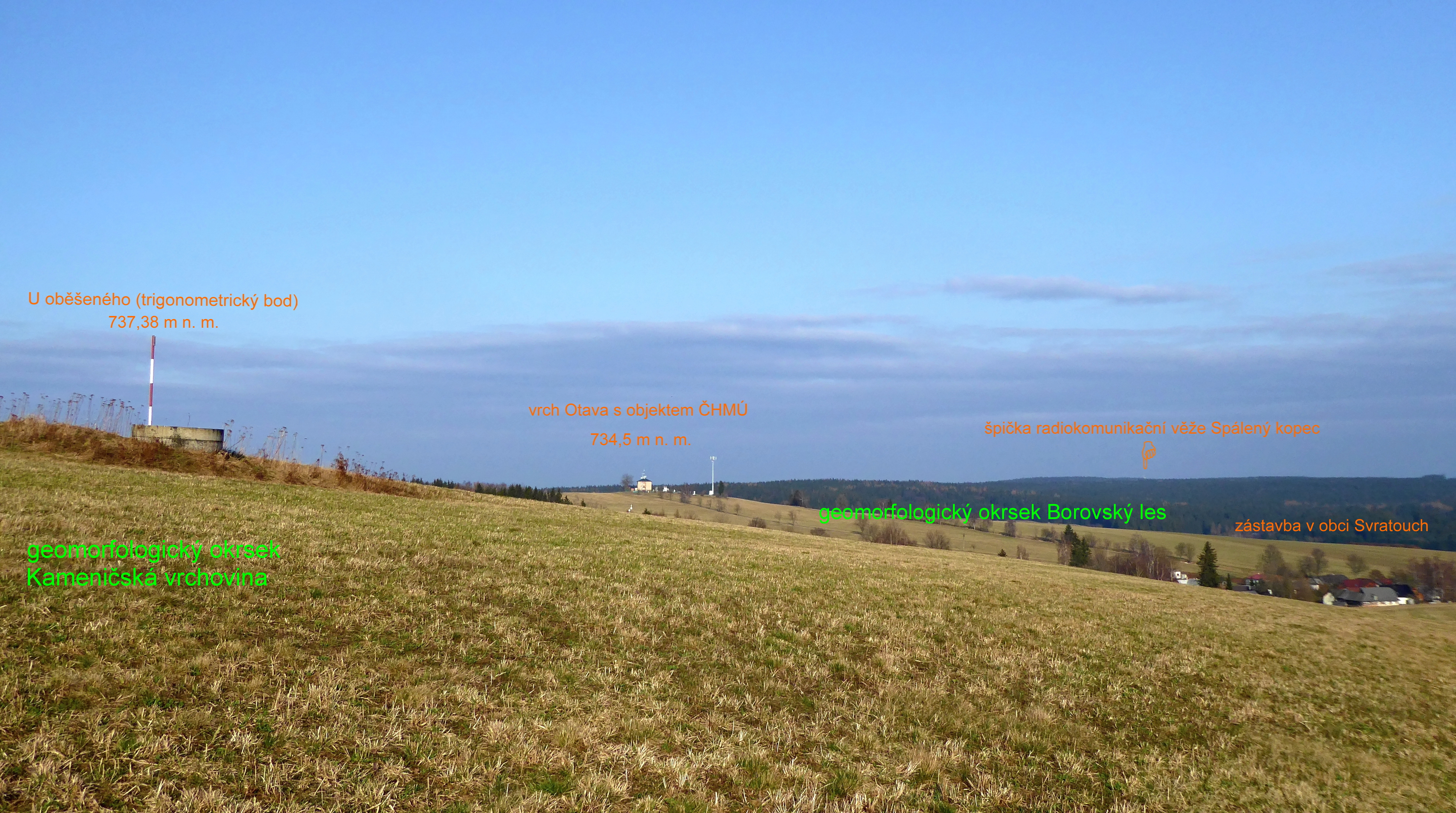
Jižní svah kopce U oběšeného, situační pohled východním směrem k vrchu Otava, nad rozhraním krajinných oblastí, Kameničská vrchovina a Borovský les

Geografické objekty typu vrcholu, kopce nebo hory s nadmořskou výškou dle základní mapy České republiky (příslušný odkaz zahrnuje u některých vrcholů též zvláště chráněné území téhož názvu). Nejvyšší vrchol nebo významný bod se vztahuje ke zmíněnému geomorfologickému okrsku, vrchol Vestec k území vymezeném hranicemi Chráněné krajinné oblasti Železné hory a orientační bod ke konkrétnímu trigonometrickému bodu v rámci České státní trigonometrické sítě.
Nejvyšším bodem se rozumí vrchní plocha objektu nebo vrcholová část stavby – věže. U vybraných výškových bodů vzdálenost v kilometrech a jejich orientace (azimut) od trigonometrického bodu U oběšeného je přibližná a některé údaje souvisejí s uvedeným trigonometrickým bodem.
Z vrcholové části, za příznivého počasí a případně dalekohledem, viditelné geografické objekty (řazeno abecedně):
- Buchtův kopec (813 m n. m., významný bod,[2] na vrcholu radiolokační věž s kulovitým opláštěním – nejvyšší bod 840 m n. m., Pohledeckoskalská vrchovina) – 11,5 km (135°)
- Čtyři palice (733 m n. m., přírodní rezervace téhož názvu, skalní útvary s vyhlídkou, Borovský les) – 7,5 km (134°)
- Devět skal (836 m n. m., přírodní památka téhož názvu, skalní útvary s vyhlídkou, Devítiskalská vrchovina, nejvyšší vrchol) – 7 km (173°)
- Drátenická skála (776 m n. m., přírodní památka téhož názvu, vrchol někdy s názvem Dráteníčky,[2] Devítiskalská vrchovina) – 9,8 km (152°)
- Hradiště[25] (682 m n. m., v turistických mapách též vrch Zadní Hradiště[8] nad Studnicemi, Kameničská vrchovina) – 9,8 km (272°)
- Kamenný vrch (803 m n. m., významný bod,[2] Devítiskalská vrchovina) – 8,7 km (226°)
- Karlštejn (784 m n. m., trigonometrický bod,[26] podle vrstevnicové mapy nejvyšší místo terénu 784 m n. m., Borovský les, nejvyšší vrchol) – 4 km (120°)
- Králický Sněžník (1423 m n. m., Králický Sněžník, nejvyšší vrchol), viditelný jen za příznivých podmínek – 79,2 km (48°)
- Krásný[27] (616 m n. m., orientační bod, ve vrcholové části 614 m n. m. radiokomunikační věž 182 m vysoká – nejvyšší bod, Kameničská vrchovina) – 22,5 km (296°)
- Křovina (830 m n. m., zalesněná plochá vyvýšenina, Devítiskalská vrchovina) – 8,8 km (164°)
- Lisovská skála (802 m n. m., významný bod,[2] přírodní památka téhož názvu, skalní útvary, Devítiskalská vrchovina) – 8 km (170°)
- Louckého kopec[28] (701 m n. m., částečně zalesněný nad dolní částí obce Svratouch, Borovský les) – 2,4 km (142°)
- Malinská skála (813 m n. m., významný bod,[2] přírodní památka téhož názvu, skalní útvary s vyhlídkou, Devítiskalská vrchovina) – 8,7 km (155°)

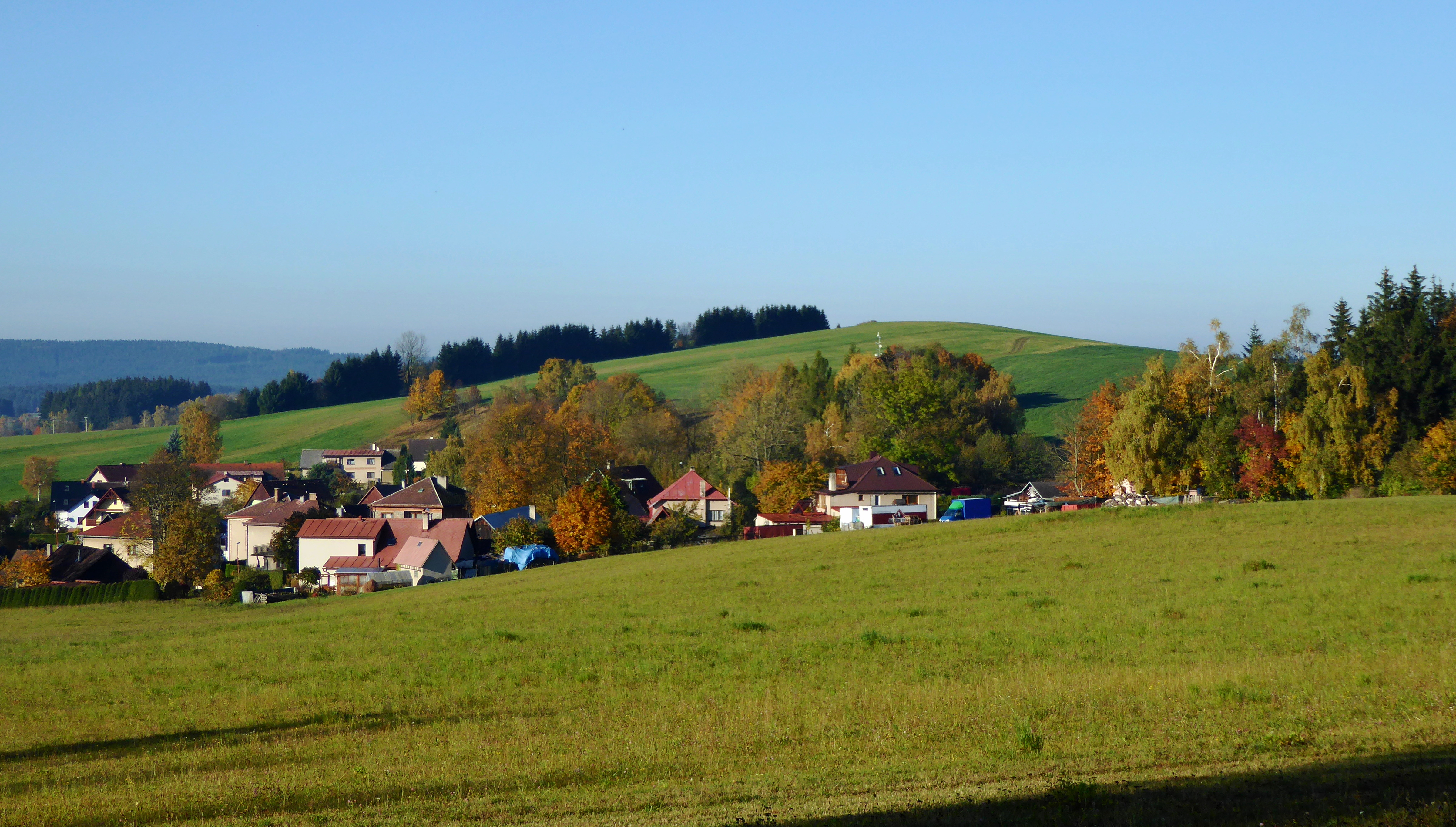
Pohled z vrchu Otava (735 m) k vrcholu U oběšeného (738 m) nad Svratouchem, v obci uváděného jako kopec Na Panenkách (pohled od východu)

- Pohled z vrchu Otava (735 m) k vrcholu U oběšeného (738 m) nad Svratouchem, v obci uváděného jako kopec Na Panenkách (pohled od východu)Otava (735 m n. m., v turistických mapách též Otavův kopec,[8] na vrcholu objekt Českého hydrometeorologického ústavu, rozhledové místo, průběh evropského rozvodí Labe – Dunaj, Borovský les) – 1 km (76°)
- Otrok[24] (717 m n. m., ve vrcholové části radiokomunikační věž s pozičním světlem, průběh evropského rozvodí Labe – Dunaj, Devítiskalská vrchovina) – 7,3 km (210°)
- Pešava (697 m n. m., významný bod[2] nad Jeníkovem, Kameničská vrchovina) – 4,7 km (295°)
- Peškův vrch[29] (717 m n. m., průběh evropského rozvodí Labe – Dunaj, Kameničská vrchovina) – 1,4 km (184°)
- Praděd (1491 m n. m., ve vrcholové části radiokomunikační věž 146,5 m vysoká – nejvyšší bod v Česku, Pradědský hřbet, nejvyšší vrchol), viditelný jen za příznivých podmínek – 95,4 km (66°)
- Přední Hradiště[25] (693 m n. m., skalní útvar nad Studnicemi, Kameničská vrchovina) – 9,2 km (274°)
- Spálený kopec[30] (767 m n. m., ve vrcholové části radiokomunikační věž – nejvyšší bod,[2] Borovský les), viditelná jen část radiokomunikační věže nad lesním masivem – 6,2 km (97°)
- Suchý kopec (816 m n. m. dle vrstevnicové mapy, Devítiskalská vrchovina) – 8,5 km (159°)
- Šindelný vrch (806 m n. m., průběh evropského rozvodí Labe – Dunaj, nejvyšší bod povodí řeky Chrudimky, Devítiskalská vrchovina) – 9 km (215°)
- Tisůvka (800 m n. m., přírodní památka téhož názvu, skalní útvary s vyhlídkou, orientační bod na skalním výstupu s názvem Čertův kámen, průběh evropského rozvodí Labe – Dunaj, Devítiskalská vrchovina) – 10,3 km (209°)
- U osla[31] (709 m n. m., výrazný zalesněný kopec nad Svratkou, Devítiskalská vrchovina) – 4,0 km (152°)
- Velká Deštná (1116 m n. m., Orlický hřbet, nejvyšší vrchol), viditelný jen za příznivých podmínek – 68,7 km (23°)
- Vestec (668 m n. m., významný bod,[2] Kameničská vrchovina), nejvyšší vrchol na území Chráněné krajinné oblasti Železné hory – 18,4 km (276°)
- Vortovský vrch[32] (704 m n. m., zalesněný vrch, Devítiskalská vrchovina) – 6 km (229°)
- V krku (700 m n. m., trigonometrický bod,[33] v turistické mapě též vrch s názvem Zadní hůra[8] nad Svratkou, Devítiskalská vrchovina) – 3,8 km (172°)
- Žákova hora (810 m n. m., významný bod,[2] též historicky významný trigonometrický bod[34] a národní přírodní rezervace téhož názvu, Devítiskalská vrchovina) – 8,6 km (193°)

## Galerie

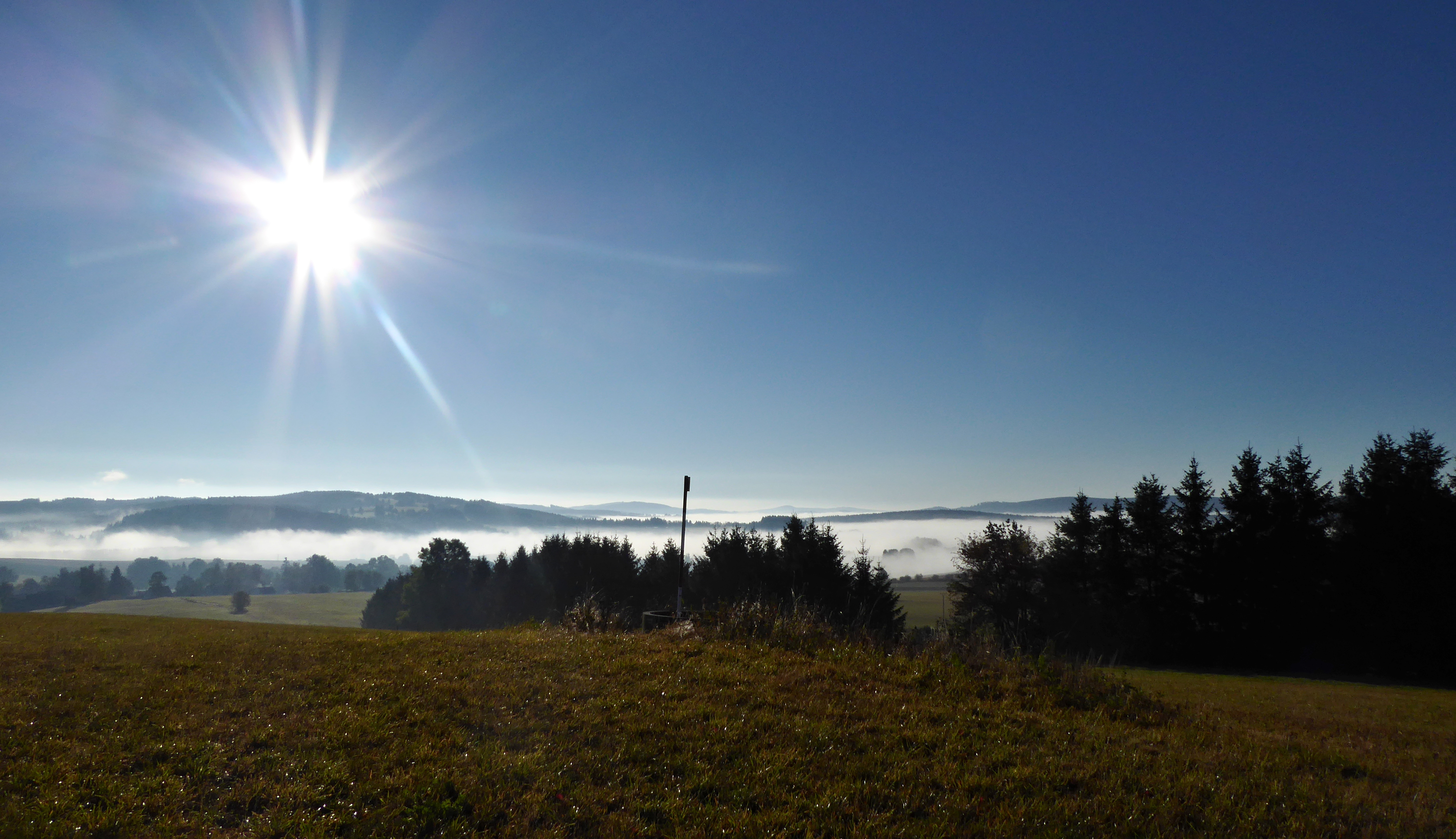
Trigonometrický bod U oběšeného, s nivelací 737,38 m n. m. severozápadně nad Svratouchem, po východu slunce, inverze
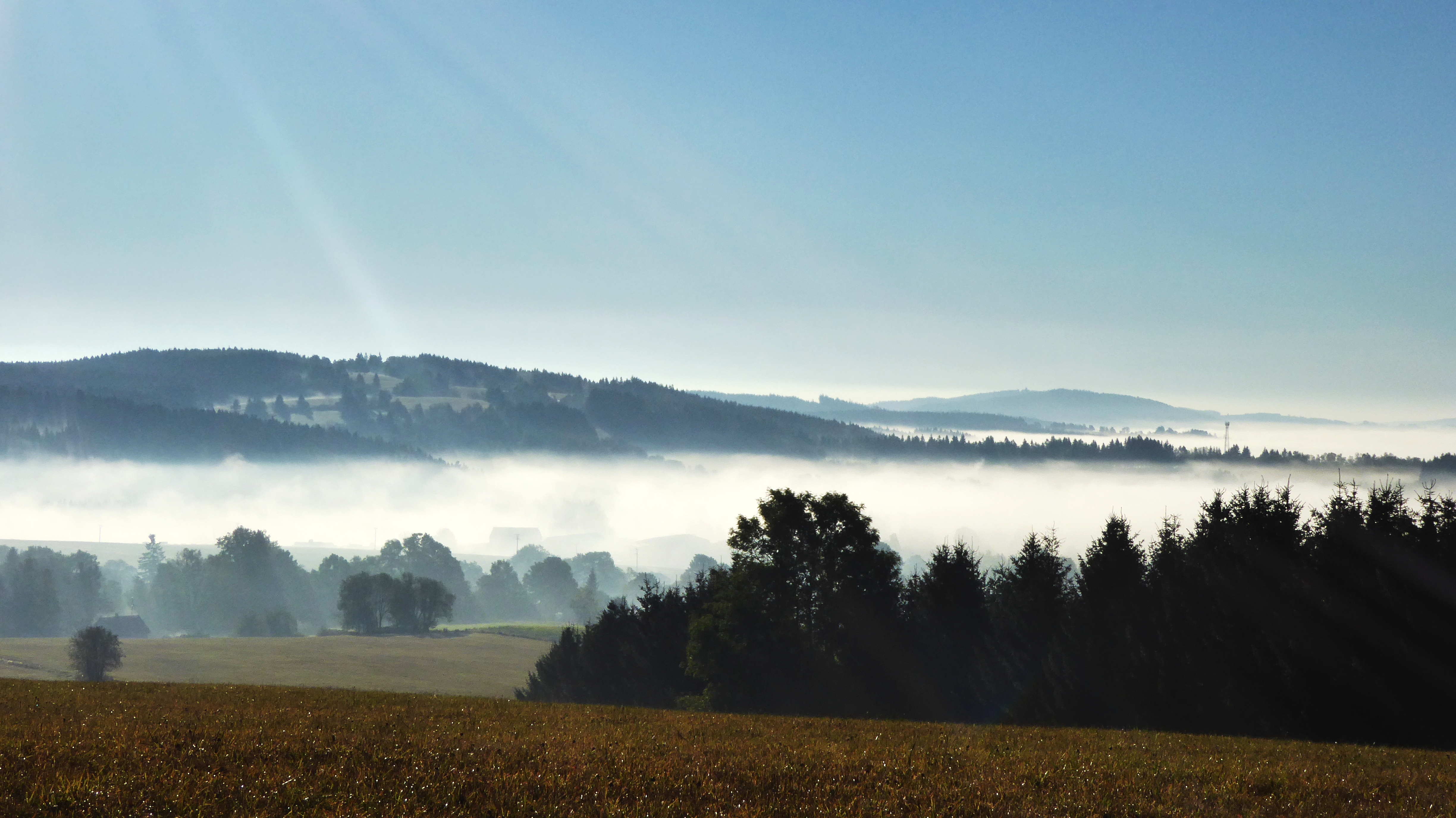
Žďárské vrchy z vrcholu, zleva Karlštejn (784 m), v dálce Čtyřpaličaté černé skály (až 733 m) a Buchtův kopec (813 m), inverze
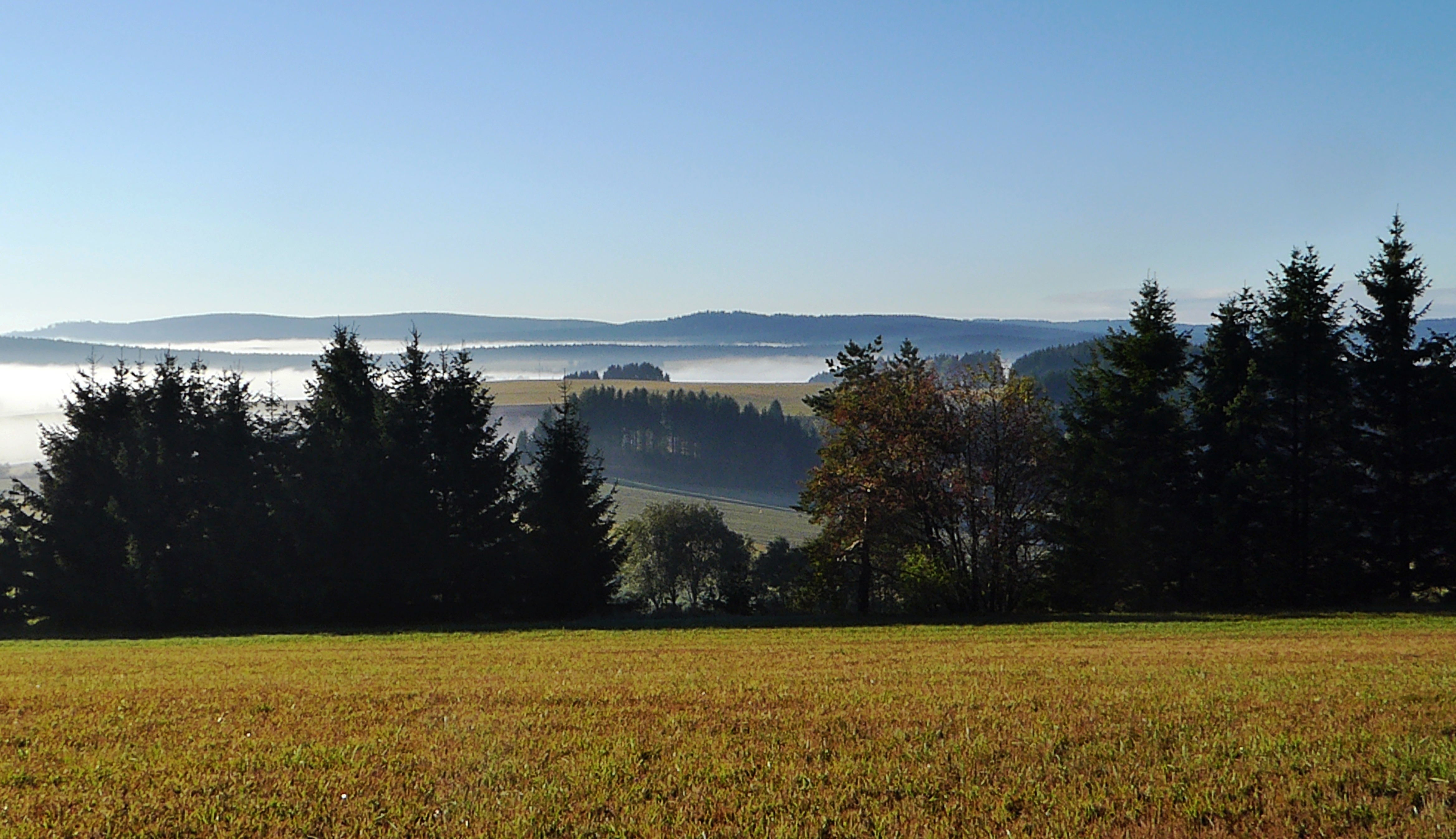
Žďárské vrchy z vrcholu, na obzoru zleva Drátenická skála (776 m), Malinská skála (813 m), Křovina (830 m), Devět skal (836 m), inverze
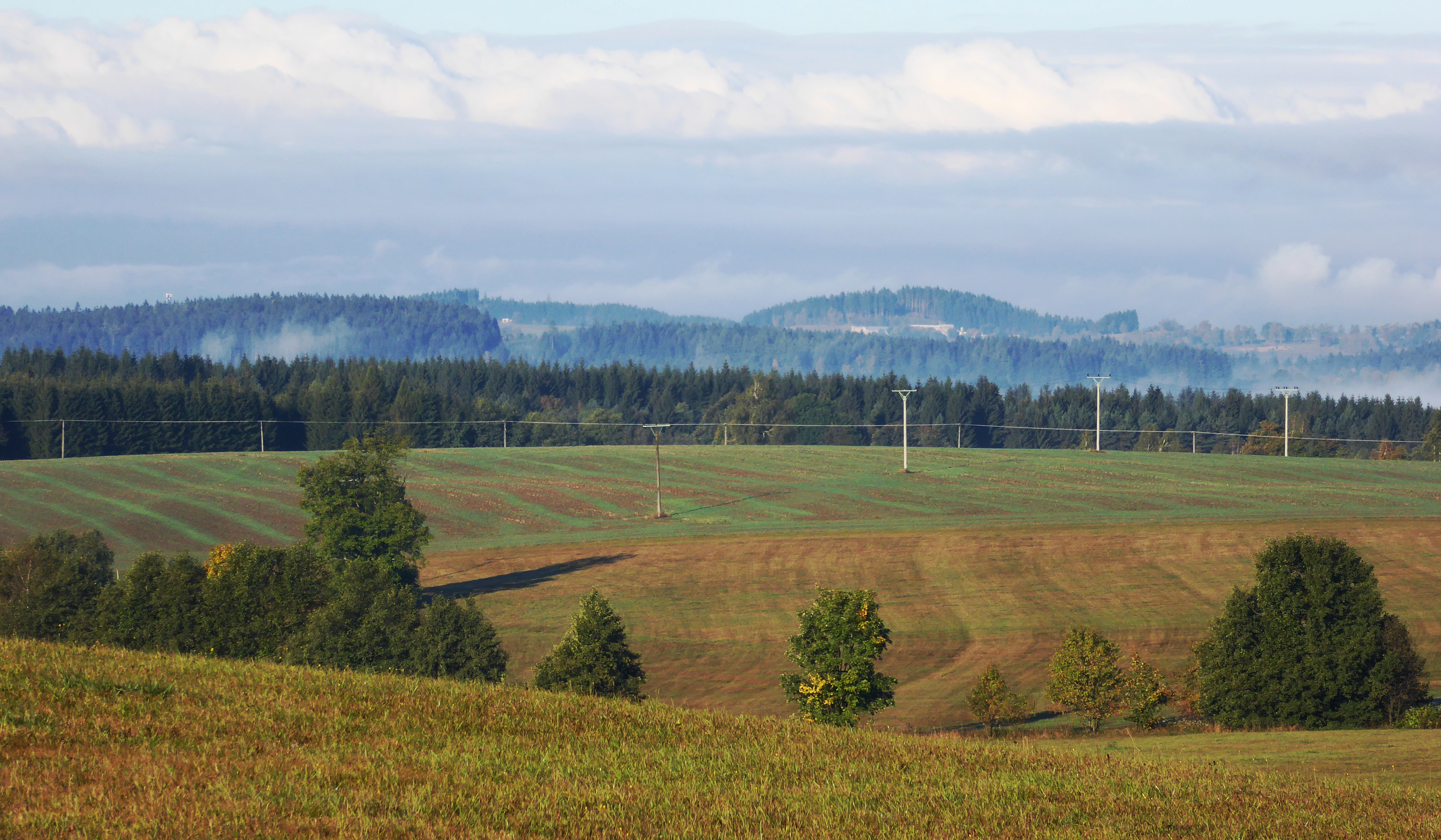
Kameničská vrchovina z vrcholu, kopce Hradiště a Přední Hradiště nad Studnicemi, v zářezu prameniště Chlumětínského potoka
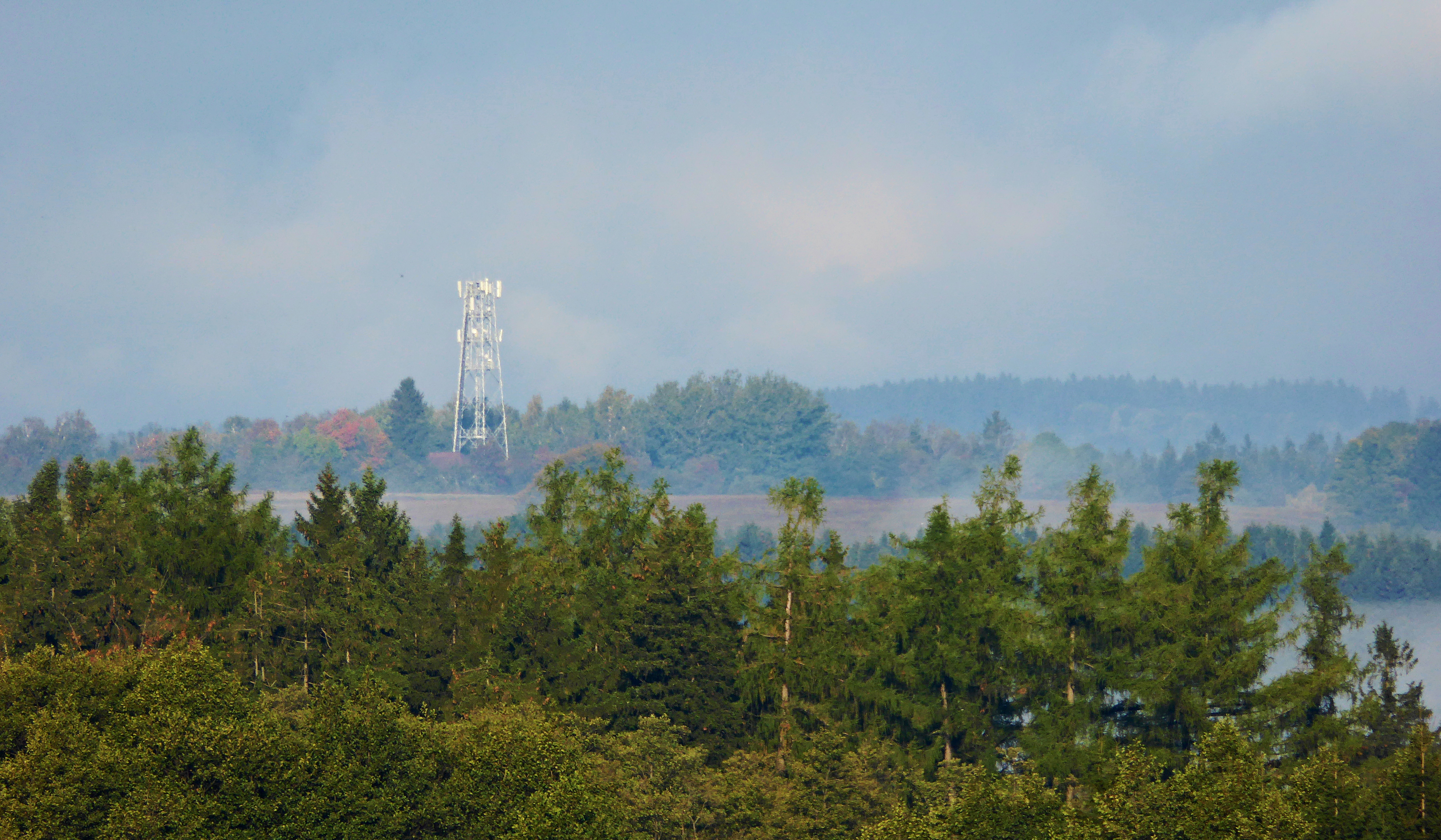
Kameničská vrchovina z vrcholu, Pešava (697 m) nad Jeníkovem, ve vrcholové části stožár mobilního operátora (maximální přiblížení)
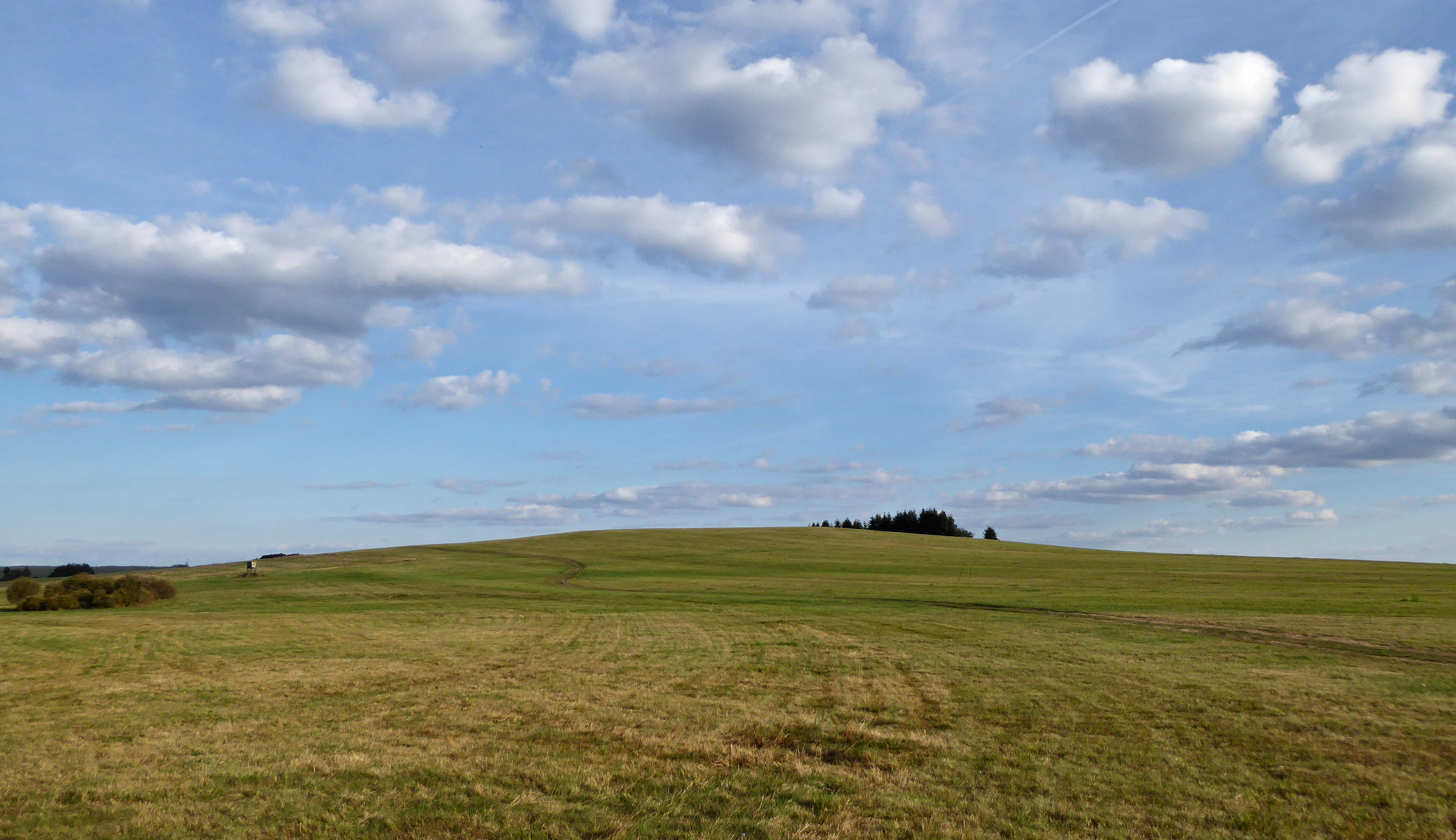
Pod vrcholem rozsáhlé vlhké louky a prameniště vodních toků v Chráněné krajinné oblasti Žďárské vrchy a chráněné oblasti přirozené akumulace vod
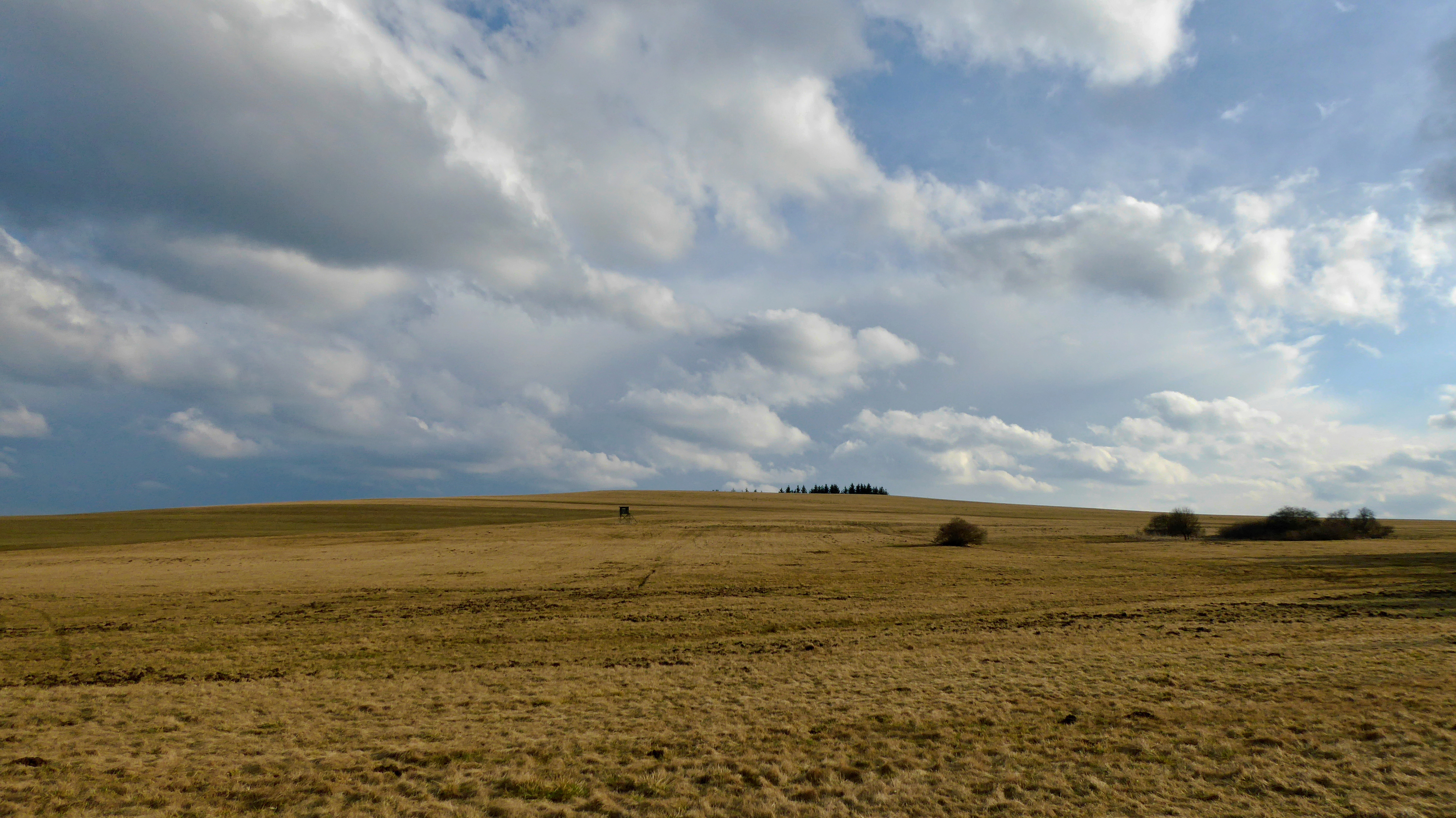
Rozsáhlé vlhké louky severně pod vrcholem brzy na jaře, s nejvýše položenou částí prameniště řeky Krounky (křoviny v záběru vpravo)
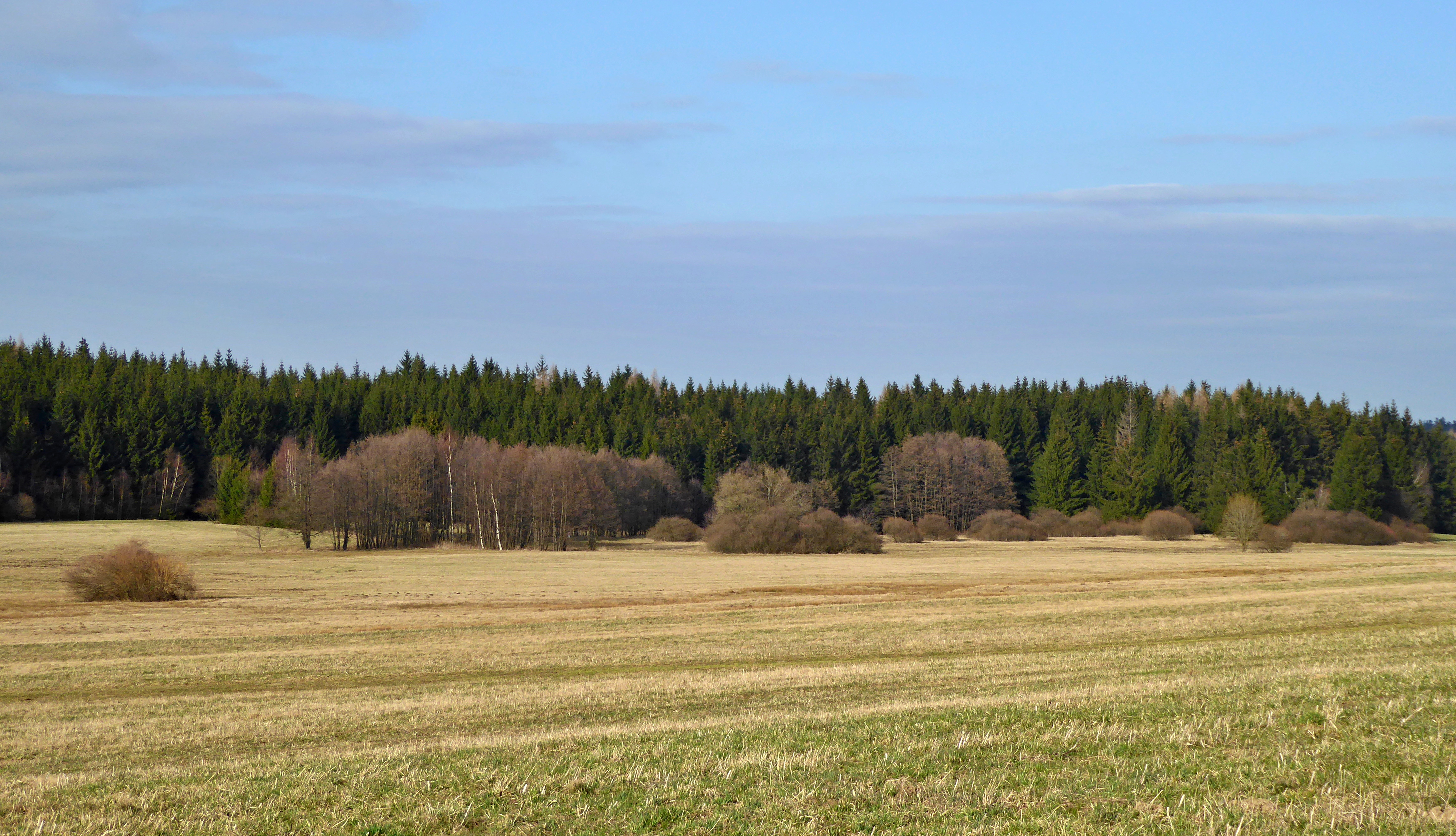
Přírodní památka U Tučkovy hájenky, západní lokalita severně pod vrcholem, vegetace brzy na jaře
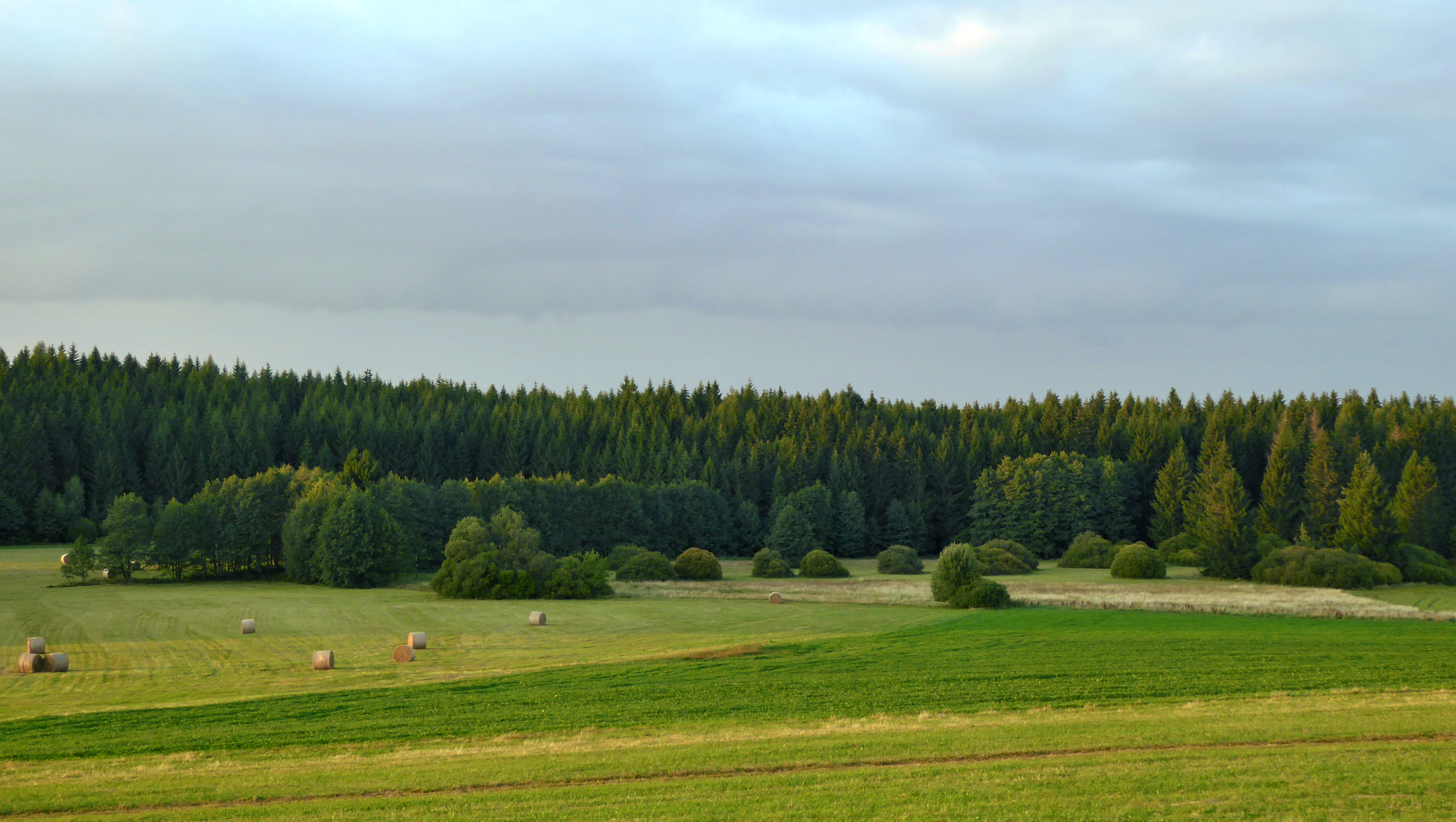
Přírodní památka U Tučkovy hájenky, západní lokalita severně pod vrcholem, louky sezónně sečené
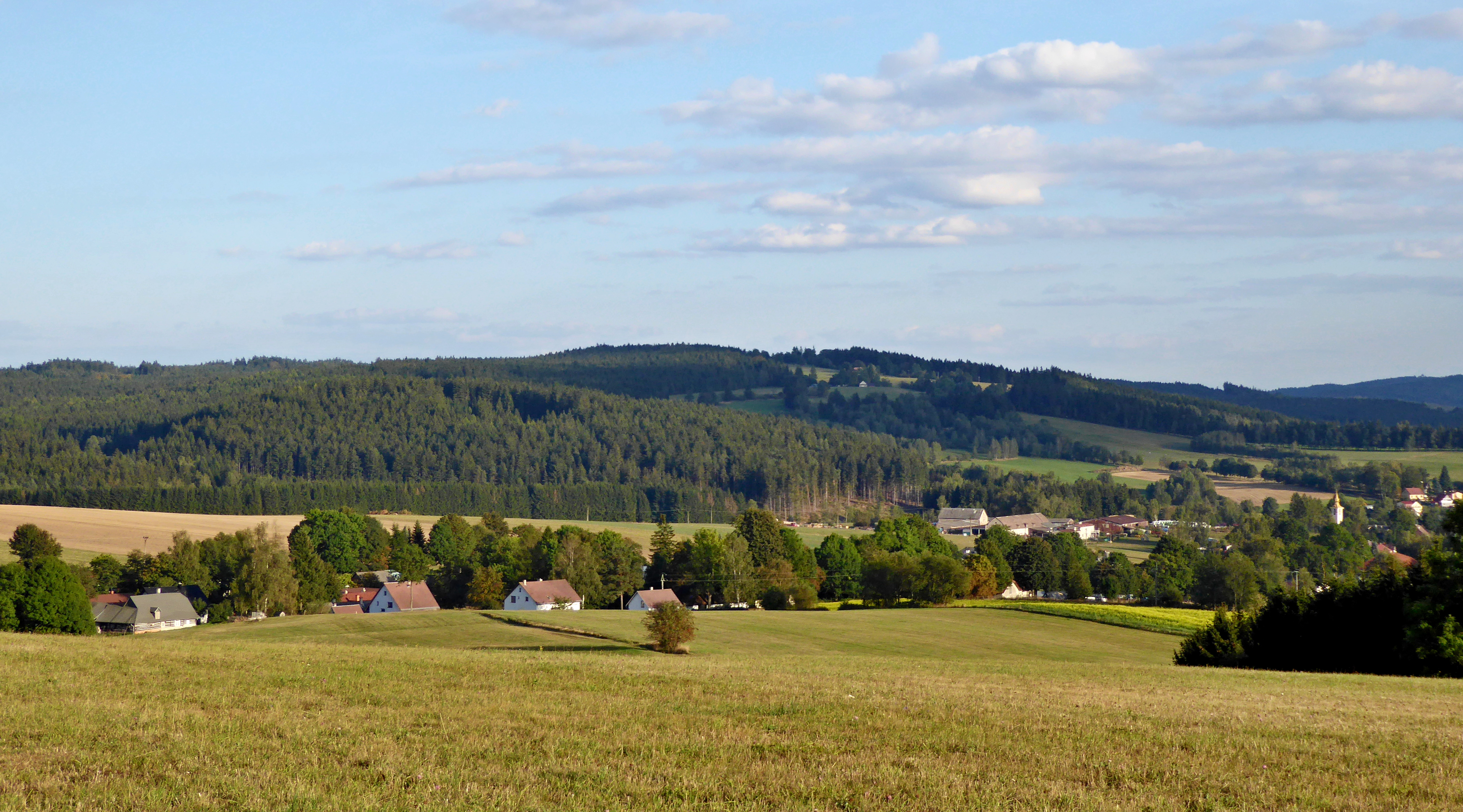
Svratouch z lokality místně uváděné Na Panenkách, část obce s vrcholem Karlštejn (784 m), níže vpravo věž evangelického kostela
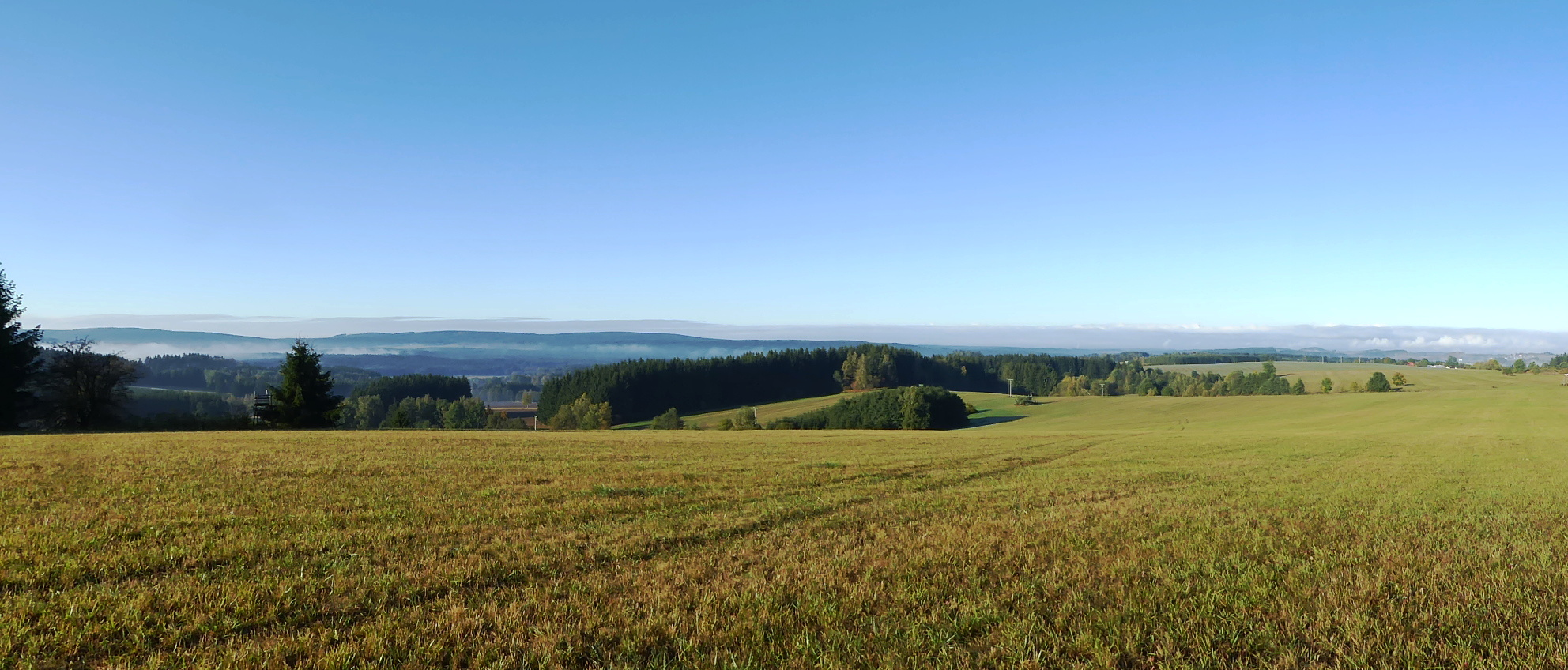
Panoráma z vrcholu JZ–Z: na obzoru zleva Žákova hora (810 m), Šindelný vrch (806 m), Kamenný vrch (803 m)
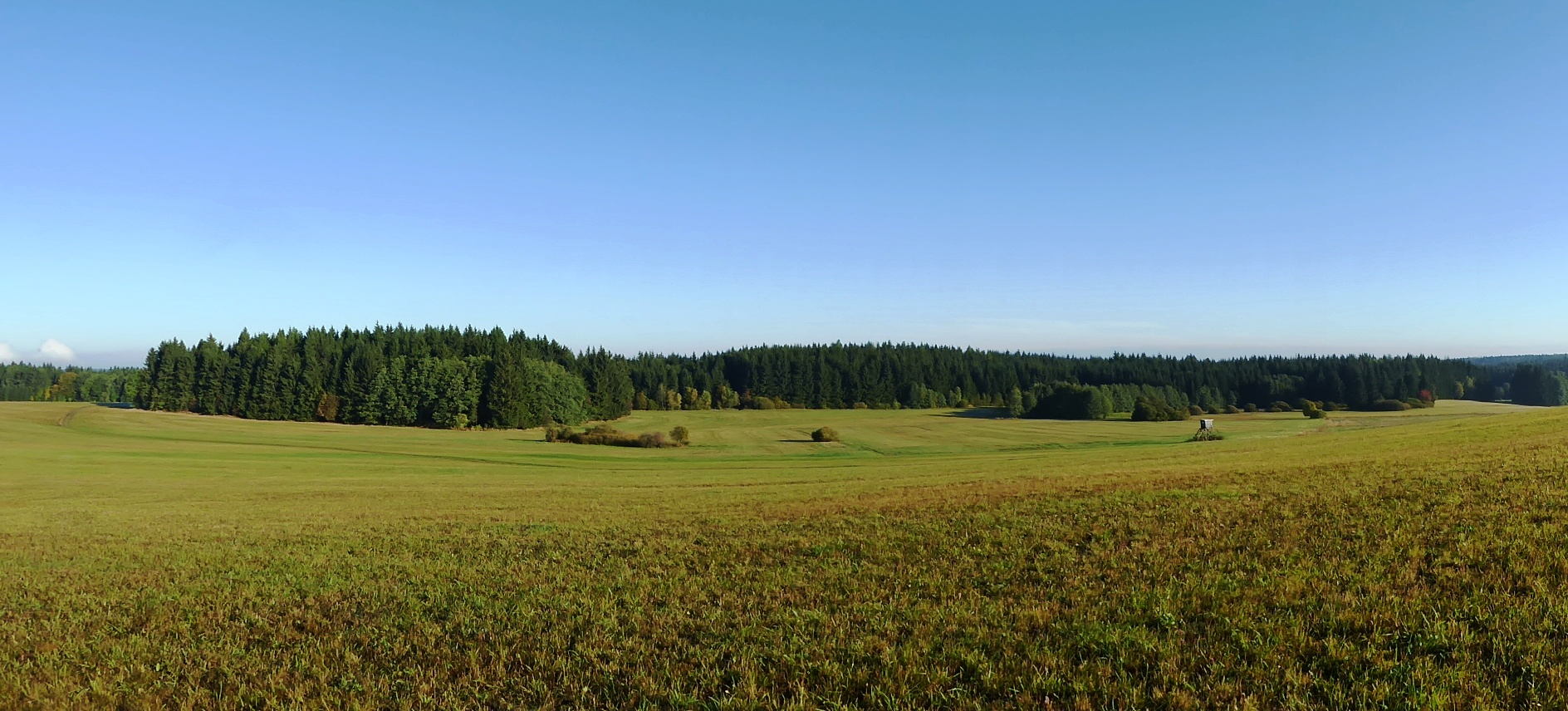
Panoráma z vrcholu SZ–SV: zleva lokalita Humperky (Filipovský pramen Chrudimky), prameniště Krounky a PP U Tučkovy hájenky

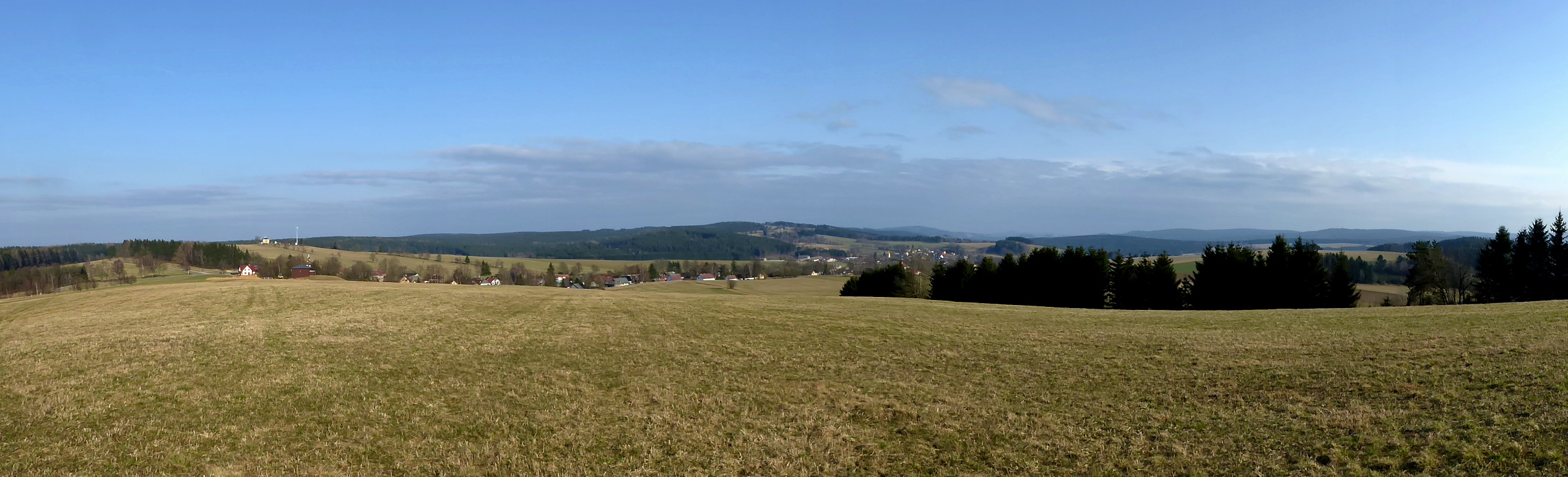
Pohled z vrcholu (východ – jih), obec Svratouch a Žďárské vrchy, zcela vlevo Otava s budovou ČHMÚ (průběh evropského rozvodí řek Labe a Dunaj), uprostřed Karlštejn (vrchol a sídelní lokalita), vpravo oblast Devítiskalské vrchoviny